# D. Bamberger

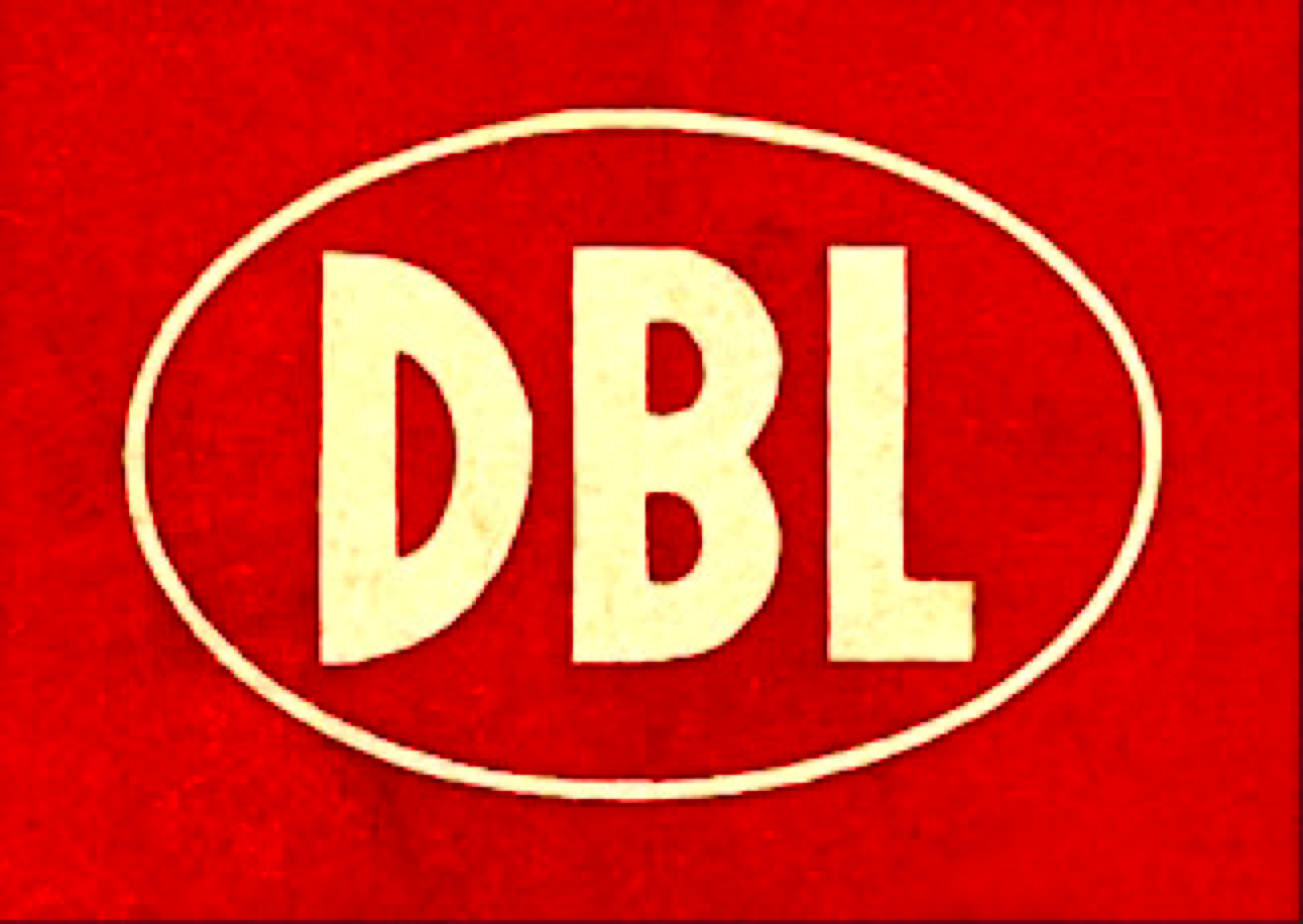
DBL-Logo, 1920er Jahre

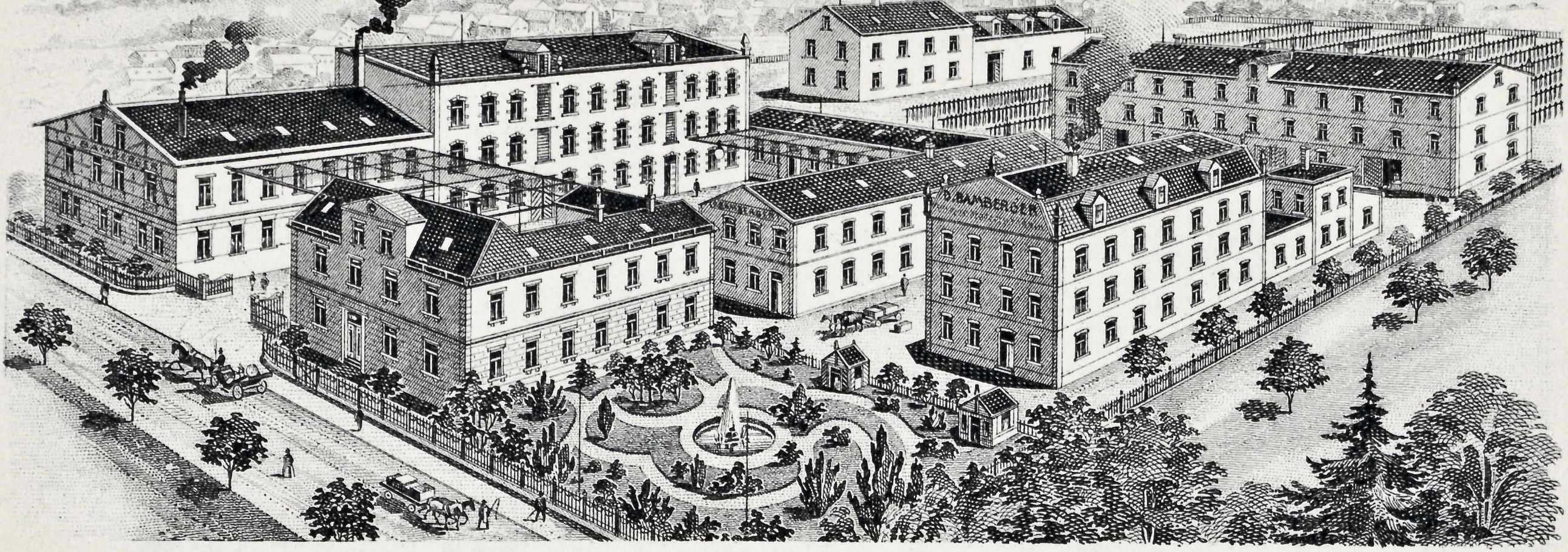
Stahlstich des Firmenareals, um 1910

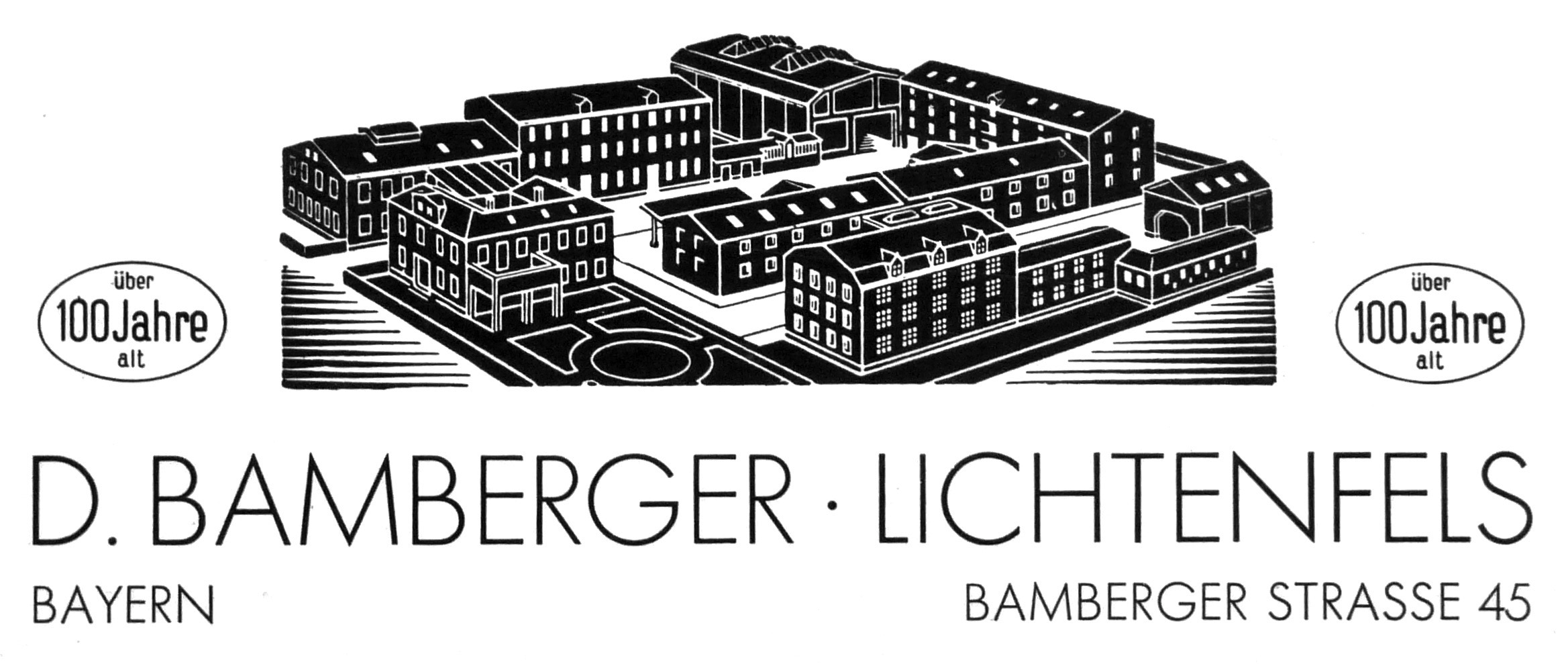
Druckgrafik des Firmenareals, 1930er Jahre

D. Bamberger war ein deutsches Familienunternehmen, das während der 1830er Jahre in Mitwitz, Obermainkreis, Königreich Bayern, begründet und ab 1884 in Lichtenfels, Oberfranken, weitergeführt wurde.
Ursprünglich eine inhabergeführte handwerkliche Feinbäckerei und Lebküchnerei, wandelte sie sich um die Mitte des 19. Jahrhunderts zu einem Krämer und Einzelhändler, schließlich zu einem weltweit agierenden Importeur für Rohmaterialien aus Palmengewächsen und Rohr für die Möbel- und Korbwarenindustrie sowie zu einer Manufaktur für geflochtene Körbe und andere Produkte aus getrockneten Blättern von Palmen sowie aus Rohr gefertigten Möbelklopfern, zu einem Großhandel und Exporteur.
D. Bamberger entwickelte sich zum Marktführer in diesen Marktsegmenten. Die Firma zählt zu den namhaften Unternehmen der Korbwarenindustrie, auf welche die Stadt Lichtenfels den Zusatz Deutsche Korbstadt zurückführt, den sie bis heute trägt. Das Unternehmen gehörte zu den größten Arbeitgebern der Stadt und des Umlandes.
Der Handels- und Fertigungsbetrieb entwickelte sich während der 1920er Jahre zu einem bedeutenden Zulieferer des Bauhauses in Weimar und Dessau für Sitzmöbel aus Rohr und Rattan, handgefertigte Tischplatten und Flechtarbeiten für Stuhlsitzflächen und -lehnen.
Ab den 1920er Jahren wurden als zusätzlicher Geschäftszweig hölzerne Spielwaren und Bastelsets nach den Spieltheorie-Vorgaben des Pestalozzi-Schülers Friedrich Fröbel vertrieben, aber auch kunstgewerbliche Kreationen aus Holz.
Während der Zeit des Nationalsozialismus 1938/39 „arisiert“, d. h. weit unter Wert an NS-Profiteure zwangsverkauft, firmierte D. Bamberger ab 1939 unter den neuen Besitzern als Knorr, Friedrich & Co.

## Firmierung und Markenzeichen

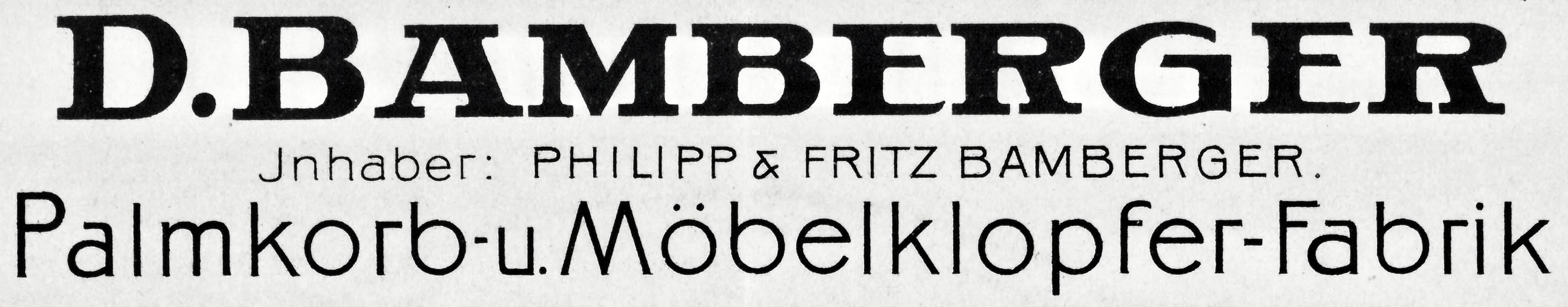
Briefkopf, 1911

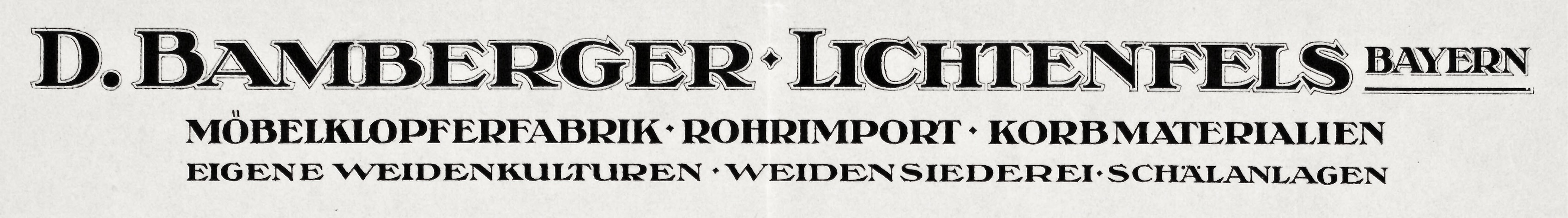
Briefkopf, 1929

Bei der Firmierung des Unternehmens D. Bamberger fällt der mit Initial abgekürzte Vorname David auf, der mit einiger Wahrscheinlichkeit die jüdische Abstammung des Firmengründers weniger offenbar werden lassen sollte, um mögliche negative Auswirkungen auf den Geschäftserfolg zu mildern. Der biblische David wurde jedoch auch in der christlichen Tradition als ein Beispiel des Gottvertrauens und als ein vorbildlicher König in Ehren gehalten.
Das Unternehmen wurde spätestens ab 1919, vermutlich bereits seit den 1880er Jahren, als Offene Handelsgesellschaft (oHG) geführt.
Die unterschiedlichen Markenzeichen des Unternehmens D. Bamberger haben ebenso eine Entwicklung vollzogen wie das Unternehmen selbst. Im Gegensatz zur heutigen Zeit definierten damalige Unternehmen zumeist keine Corporate Identity und demzufolge auch kein einheitliches Corporate Design. Es gibt daher eine Reihe unterschiedlicher Darstellungen der Markenzeichen von D. Bamberger, insbesondere der Biene, aber auch eine wechselnde Typographie des Kürzels DBL.

### Biene

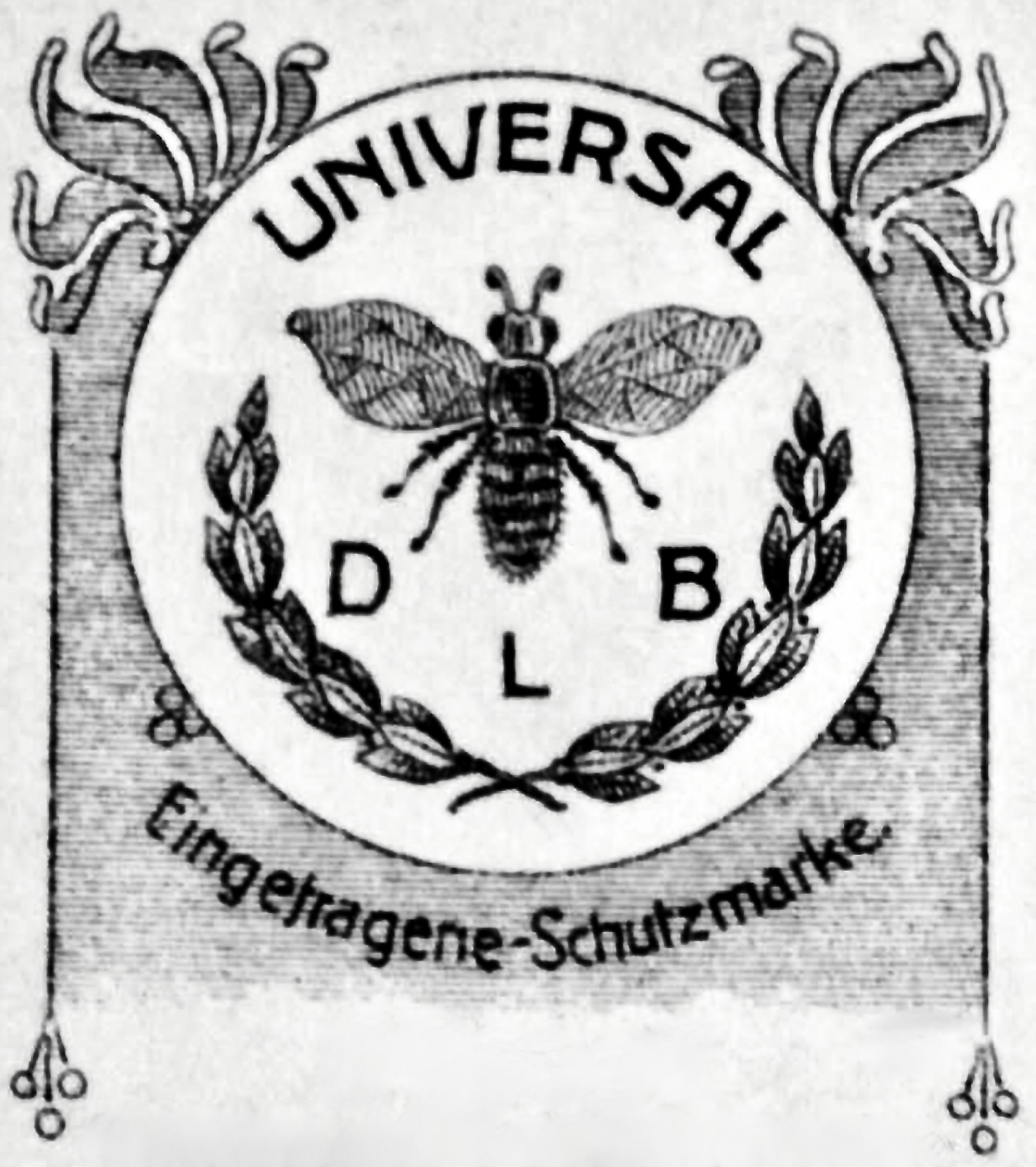
Schutzmarke Biene, um 1910

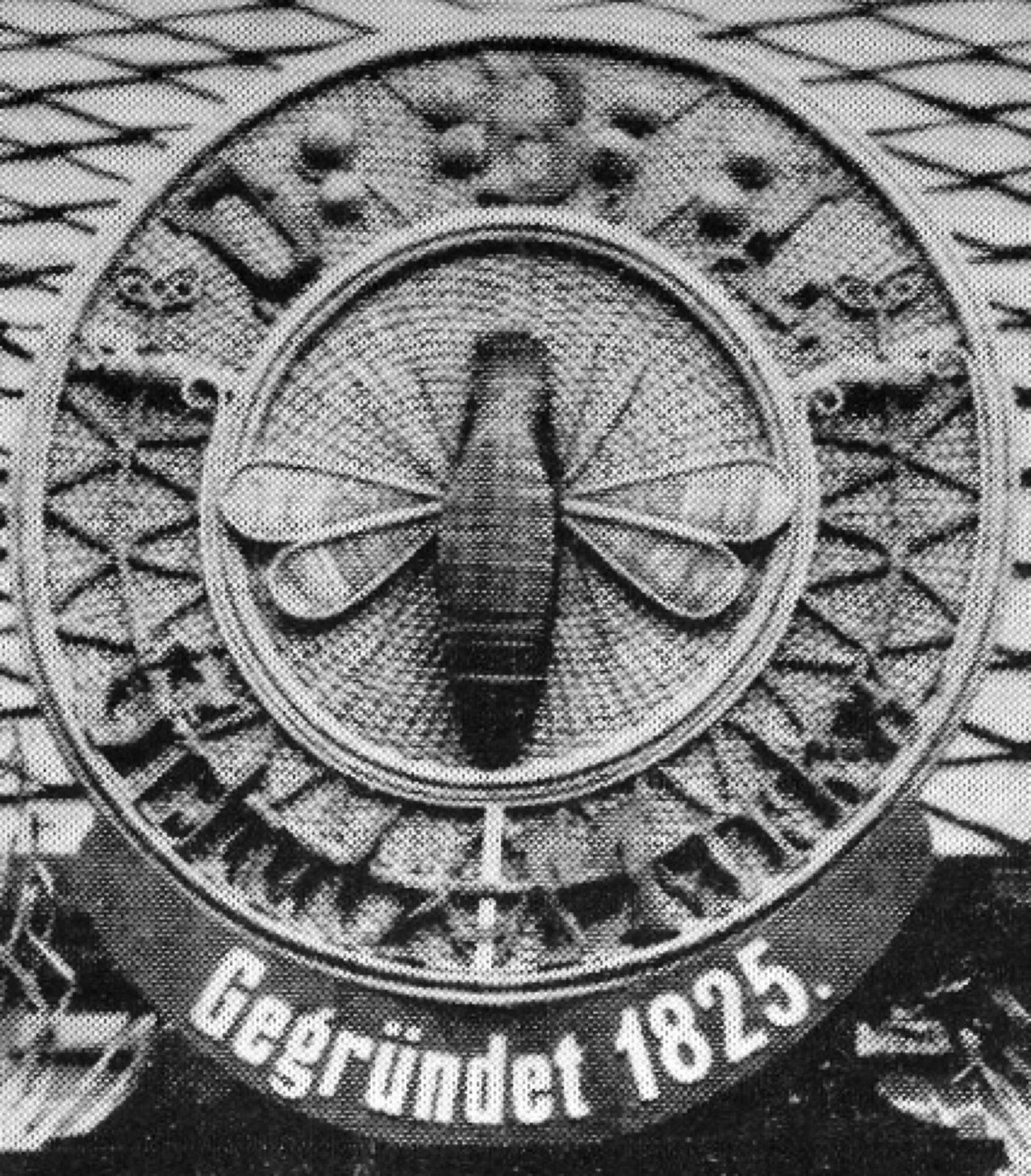
Handgeflochtenes Logo, 1920er Jahre

Ausgehend von dem Handwerk des David Bamberger stellt ein Markenzeichen des Unternehmens die Draufsicht einer graphisch gezeichneten Biene mit ausgebreiteten Flügeln dar, teils in einem Lorbeerkranz. Die Biene wurde als Symbol für Fleiß und Genügsamkeit betrachtet, steht aber natürlich auch für den Honig und den enthaltenen Zucker, die in einer Feinbäckerei bzw. einer Lebküchnerei zur Anwendung kommen. Der Biene sind in einigen Darstellungen (bereits während der 1890er Jahre) die Buchstaben DBL in Versalien zugeordnet, wobei das L teils zentriert und leicht tiefer angeordnet ist als die auf einer gedachten Grundlinie darüber positionierten Buchstaben D und B. Die Biene dürfte das älteste bekannte Signet des Unternehmens sein.
Das Markenzeichen mit der Biene wurde für Messestände von Hand gefertigt, wobei die Rohmaterialien, die das Unternehmen teils importierte und weiterbearbeitete, verwendet wurden, um deren vielfältige Anwendungsmöglichkeiten zu veranschaulichen, aber auch die damit verbundene handwerkliche Expertise der Arbeiter (siehe Foto eines Messestandes aus den 1920er Jahren).

### MalDB, malDBL

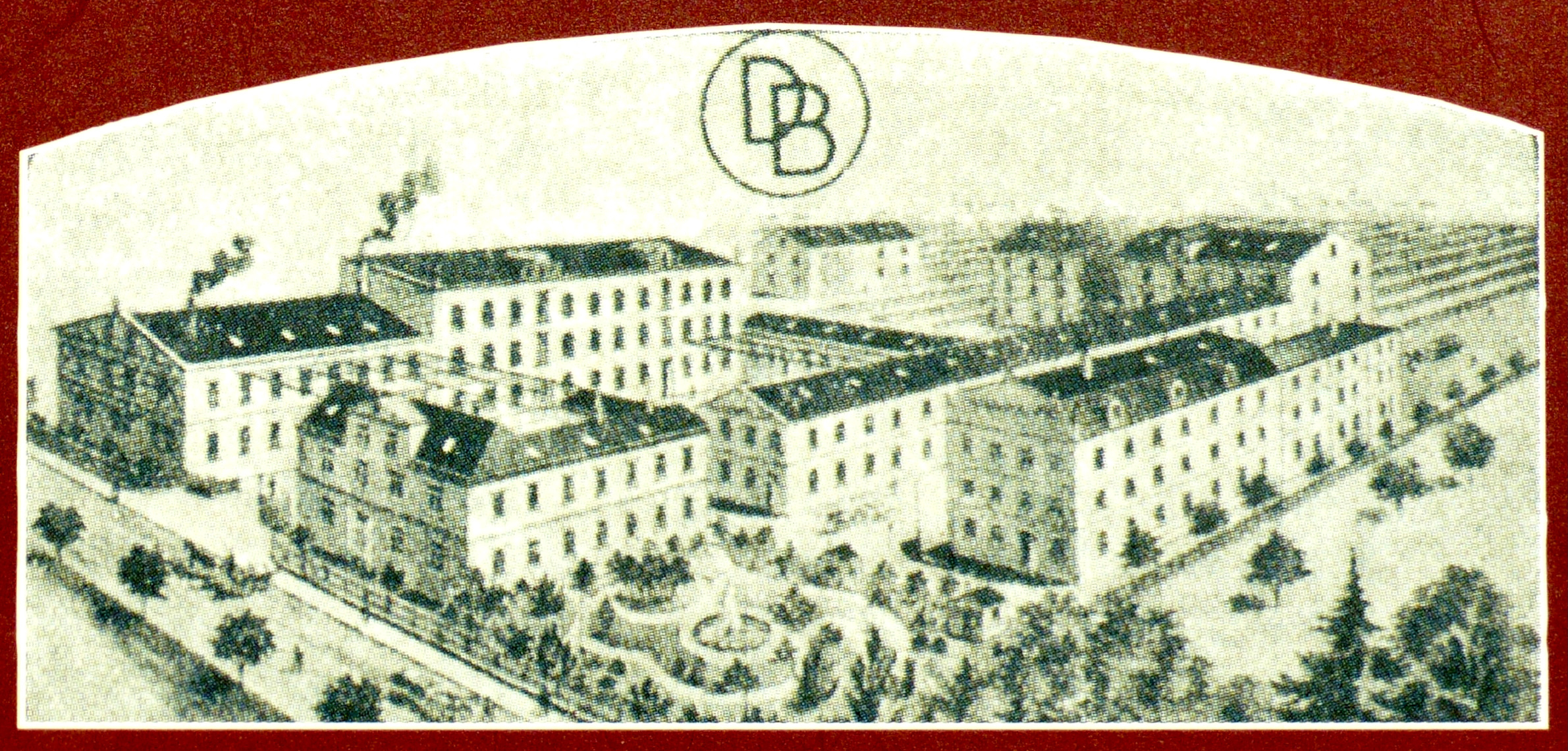
DB-Logo, 1910er Jahre

Auf erhaltenen Dokumenten aus den 1910er Jahren findet sich das Initial DB als ineinander verschlungene Versalien, die von einem Kreis umrahmt sind. Ab den 1920er Jahren findet sich hingegen wieder das Kürzel DBL, das für D. Bamberger Lichtenfels steht, teils in einem Oval.

### Fisch

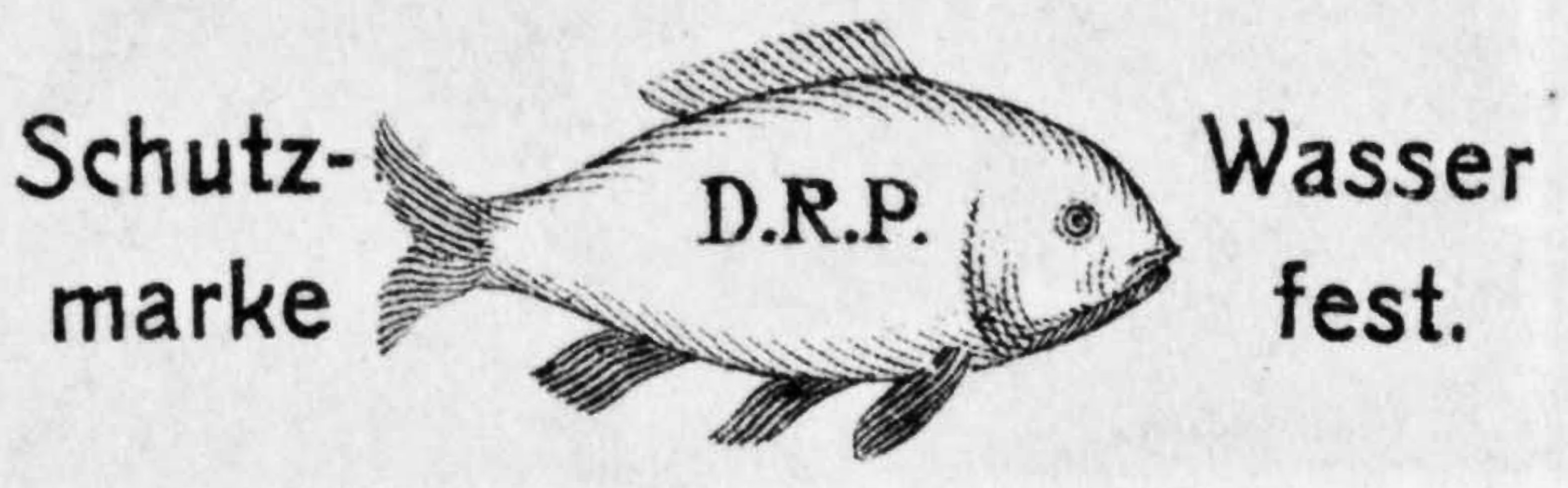
Schutzmarke Fisch, um 1910

Stuhlsitze aus der Produktion des Unternehmens wurden mit einem graphisch dargestellten Fisch in Seitenansicht als Schutzmarke (D.R.P.) gekennzeichnet, um deren Unempfindlichkeit gegen Feuchtigkeit sinnbildlich darzustellen (siehe weiter unten abgebildetes Deckblatt einer Preisliste, um 1909).

## Gründer
Das Unternehmen wurde in den 1830er Jahren durch David Bamberger (geboren am 24. Dezember 1811 in Mitwitz, Mainkreis; gestorben am 23. Juni 1890 in Lichtenfels, Oberfranken) in seiner Geburtsstadt gegründet, wo er im Haus Nr. 23 (Nachfolgebau heute: Kronacher Straße 10) lebte. David Bamberger erlernte das Handwerk des Zuckerbäckers, eine Profession, mit der er seine Unternehmung aufbaute.

## Gründungsmythos
1925 wurde das 100. Jubiläum begangen, ergo das Jahr 1825 als Gründungsjahr postuliert. Ein Mythos, denn am Heiligen Abend des Jahres 1825 feierte der Unternehmensgründer seinen 14. Geburtstag. Mit 14 Jahren, ergo 1826, soll er Mitwitz für einige Jahre verlassen und in der Fremde seine Lehre begonnen haben. Etwa 1830 soll er ausgebildet nach Mitwitz zurückgekehrt sein. Daher erscheinen die 1830er Jahre als Gründungszeit realistischer, zumal sein Vater 1834 verstarb und das Jahr 1836 für David Bamberger eine wesentliche Statusänderung mit sich brachte (siehe unten), als ihm die formelle Voraussetzung zur Berufsausübung gewährt wurde. Allerdings verfügte er erst ab August 1837, als 25-Jähriger, über einen Judenschutzbrief (siehe unten). Formaljuristisch betrachtet, konnte David Bamberger erst ab August 1837 ein Gewerbe begründen. Möglicherweise jedoch waren Formalien auch damals schon, selbst für eine so benachteiligte Minderheit wie die Juden, nicht so bindend, wie es zeitgenössische Dokumente nahelegen. Retrospektiv scheint es, als habe David Bamberger die Phase seiner Lehrjahre zum Bestehen seines späteren Unternehmens hinzu addiert, weil er sich da offenbar bereits im Metier sah.

## Judenmatrikel

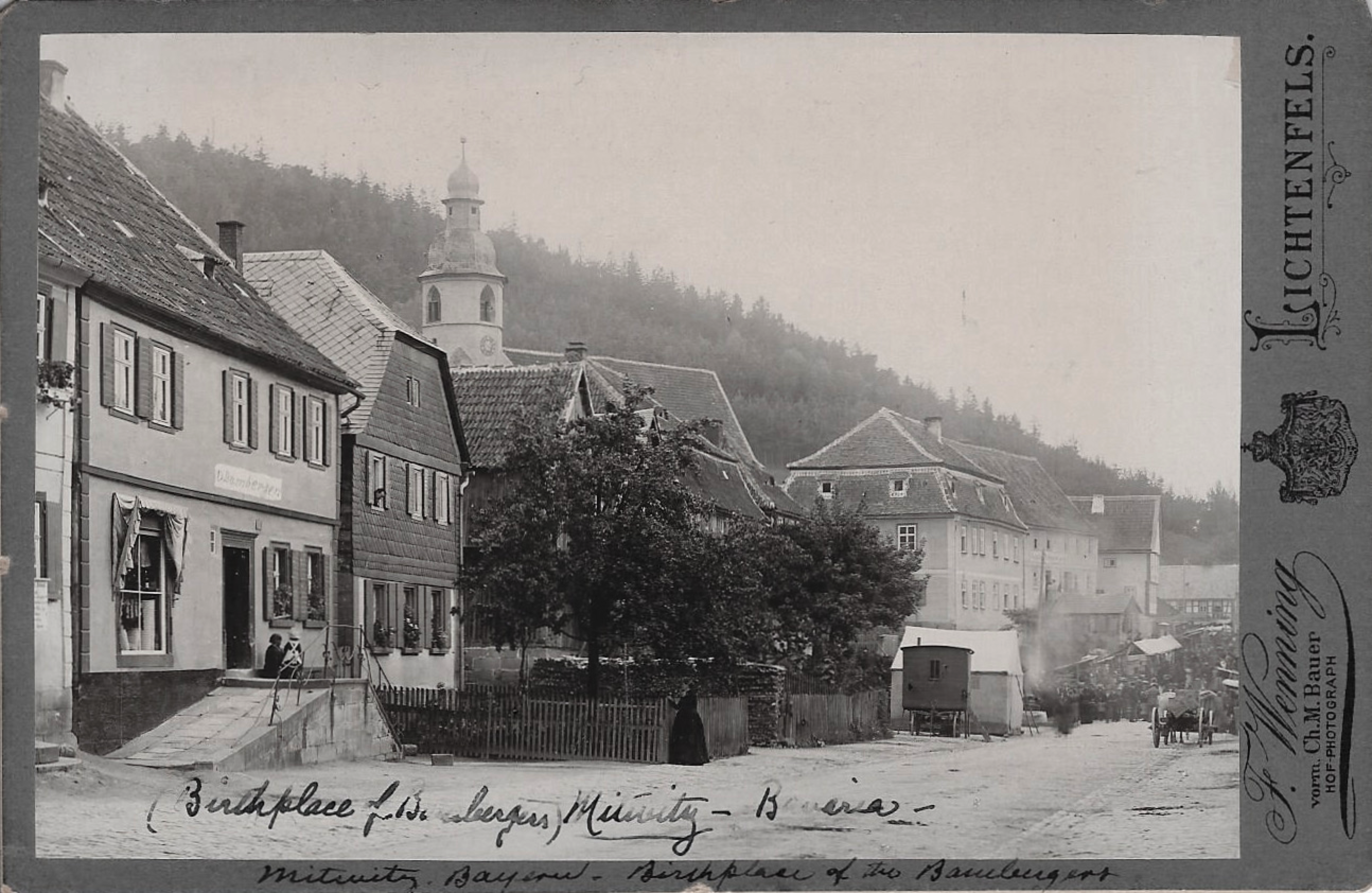
Das Haus 23 in Mitwitz (links, mit Treppenaufgang und Frachtrampe, Nachfolgebau heute: Kronacher Straße 10), im Jahr 1805 errichtet durch den Viehhändler Gottlieb (ben Salomon) Bamberger, 1908 abgebrannt

Das Haus Nr. 23 in Mitwitz hatte sein Vater, der Viehhändler Gottlieb (ben Salomon) Bamberger (geboren 1770 in Burgkunstadt, gestorben 1834 in Mitwitz), im Jahr 1805 errichtet, nachdem er 1796 Freinle Seligberger (1774–1841) aus Mitwitz geheiratet hatte und nach Mitwitz umziehen durfte.
Dazu hatte es einer Genehmigung seitens der Freiherren zu Würtzburg bedurft, denn bis zum Judenedikt von 1813 durften Juden in Bayern weder ihren Wohnort noch ihren Beruf frei wählen oder ohne Genehmigung heiraten.
Auf Gottlieb Bamberger geht der Familienname seiner Nachfahren zurück, den er ab etwa 1824 für sich wählte. Sein Beschneidungsname war ben Salomon (hebräisch: בן שלמה, ben Shlomo, Sohn Salomos). Die jüdischen Beschneidungsnamen mussten im Obermainkreis (entsprach etwa dem heutigen Oberfranken) ab etwa 1824 einem festen Familiennamen weichen. Basis dafür war das Judenedikt von 1813.
Vor dem Tod seines Vaters (1834) war es David Bamberger nicht gelungen, sich in die ab etwa 1824 im Obermainkreis eingeführten Judenmatrikel eintragen zu lassen, die analog eines Personenstandsregisters der Dokumentation jüdischer Bürger dienten. Grund dafür war die zu dieser Zeit strenge Limitierung der Gesamtanzahl jüdischer Haushalte pro Gemeinde bzw. innerhalb der Ländereien des jeweiligen Herrschaftsbereiches, im vorliegenden Fall festgelegt durch die Freiherren zu Würtzburg. Ein Eintrag in den Judenmatrikeln war die Voraussetzung für die Ausübung eines Berufes. Erst der Tod seines Vaters eröffnete David Bamberger die Möglichkeit, in Mitwitz bleiben, dort seinen Beruf ausüben und ein Gewerbe begründen zu dürfen.
Am 26. März 1836 erwarb er das Haus seines verstorbenen Vaters zusammen mit zwei Zuckerrübenfeldern von der Erbin, seiner verwitweten Mutter. Da die Witwe in dem Haus wohnen bleiben konnte, wurde kein neuer jüdischer Haushalt begründet, so dass sie ihren eigenen Listenplatz No. 922/I in den Judenmatrikeln an ihren Sohn David abtreten durfte, und so wurde David Bamberger anstelle seiner Mutter in die Judenmatrikel eingetragen. Damit verpflichtete er sich, für seine Mutter bis zu deren Lebensende zu sorgen. Weder er noch seine Mutter durften einen eigenen (zusätzlichen) Hausstand gründen. Für jede Art von Gewerbe waren das knebelnde Bedingungen; ein Ortswechsel war auf unbestimmte Zeit unmöglich. Am vorgegebenen Ort (Lage des Hauses) bestand somit ein ökonomischer Zwang, über viele Jahre geschäftlichen Erfolg zu erzielen.

## Judenschutzbrief
David Bamberger erhielt einen auf den 18. August 1837 datierten Schutzbrief (siehe auch: Judenschutz) der Freiherren zu Würtzburg, der ihm die Ansiedlung in Mitwitz erlaubte. Er heiratete im Jahr 1840 Regina Baerlein (geboren 1817 in Oberlangenstadt; gestorben 1854 in Mitwitz), eine Tochter des Salomon Baerlein (geboren 1776) und dessen Ehefrau Magdalena Friedmann (geboren 1777). Aus der Ehe gingen drei überlebende Kinder hervor, Theresa (1841–1935), Magdalena (1843–1913) und Salomon (1846–1910). Zwei weitere Kinder wurden tot geboren, ein weiteres, Karl (1844–1845), verstarb in seinem ersten Lebensjahr und wurde in Burgkunstadt beigesetzt.

## Geschäftsentwicklung und -wandel
Die Feinbäckerei D. Bamberger, die ihre Waren auch in den Orten Lauscha, Neustadt und Sonneberg verkaufte, war erstmals im Jahr 1837 im Gewerbekataster verzeichnet, zunächst als Lebküchner, um 1845 dann als Krämer und um 1865 als „Spezereiwaarenhandlung“. Nebenbei war das Unternehmen um etwa 1850 zu einem Importeur von Palmblättern und Rohr aus Kuba avanciert, weil sich aus den getrockneten Blättern äußerst dekorative und schützende Verpackungen für die gefertigten Backwaren, darunter das zu jener Zeit stark nachgefragte Marzipan, fertigen ließen.
Das Unternehmen selbst bezeichnete sich um 1900 als „Erster Direktimporteur von Palmblättern aus Kuba zur Anfertigung von Palmkörben“, es habe auch als erstes Unternehmen Rohr und weitere Korbmaterialien eingeführt.
David Bambergers Feinbäckerei- und Lebküchnerhandwerk geriet dadurch im Laufe der Jahre sukzessive aus dem Fokus. Dies bedeutete konkret, dass das aufgrund seiner begrenzten Haltbarkeit nur lokal und regional zu handelnde Backwerk angesichts des großen Verkaufserfolgs der aus veredelten nachhaltigen Rohmaterialien gefertigten Verpackung, die sich für weitaus vielfältigere Einsatzzwecke eignete, kommerziell zu einem nachrangigen Posten geriet. Dadurch avancierten sowohl die teils importierten Rohmaterialien als auch die daraus gefertigte Verpackung in der Folge für D. Bamberger zu dessen primärem Geschäftszweck. Nach heutigem Sprachgebrauch: die geflochtene nachhaltige Verpackung lag ganz im Trend der damaligen Zeit. David Bambergers Betrieb wandelte sich in der Folge von einem lokal und regional wirkenden Unternehmen zu einem national und schließlich international agierenden.
1854 verstarb David Bambergers Ehefrau Regina 37-jährig. Noch im selben Jahr heiratete er Adelheid Grabfelder (1829–1892), mit der er sieben Kinder bekam, die alle in Mitwitz geboren wurden: Karl (1855–1895), Sigmund (1856–1932), Philipp (1858–1919), Ludwig, Friedrich „Fritz“ (1862–1942), Gustav (1864–1943) und Joseph (1867–1930). Einige von David Bambergers Kindern wanderten in die Vereinigten Staaten aus, um dort teilweise eigene Unternehmen zu gründen. Hintergrund war, dass das Unternehmen des Vaters nicht alle erwachsenen Kinder mit deren neu gegründeten Familienzweigen hätte ernähren können.

## Produktentwicklung
David Bamberger entwickelte aus elastischem und robustem Peddigrohr (lat. Calamoideae) einen neuartigen Möbelklopfer zum Entstauben von Polstermöbeln (Polster von Sofas, Liegen, Sesseln, Chaiselongues, Récamieren, Ottomanen etc.), Matratzen, Teppichen und Bekleidung, der Furore machte. Sein Versuch, ihn patentieren zu lassen, scheiterte jedoch daran, dass man bei dem verwendeten nachhaltigen Rohmaterial nicht die Vielzahl möglicher Formvarianten hätte patentieren lassen können. Es fanden sich schnell Nachahmer. Daher behalf David Bamberger sich damit, seine Schutzmarke auf Nickelhülsen zu prägen, die in das Griffende der aus seiner Fertigung stammenden Möbelklopfer eingearbeitet wurden – ein Hinweis auf deren Echtheit. Der Artikel selbst (siehe 11 Formvarianten auf dem Foto eines Messestandes, 1890er Jahre), oft auch als Ausklopfer oder Teppichklopfer bezeichnet, ist bis heute – zumindest in der älteren Generation – weithin bekannt, wurde aber zumeist durch den elektrischen Staubsauger abgelöst. D. Bamberger fertigte die Möbelklopfer als Miniatur für Puppenstuben, für die praktische Nutzung durch Kinderhände bis zu einem Format, das der Körpergröße eines Erwachsenen nahekam. Das Unternehmen bezeichnete sich als „Älteste und größte Möbelklopfer-Fabrik“.

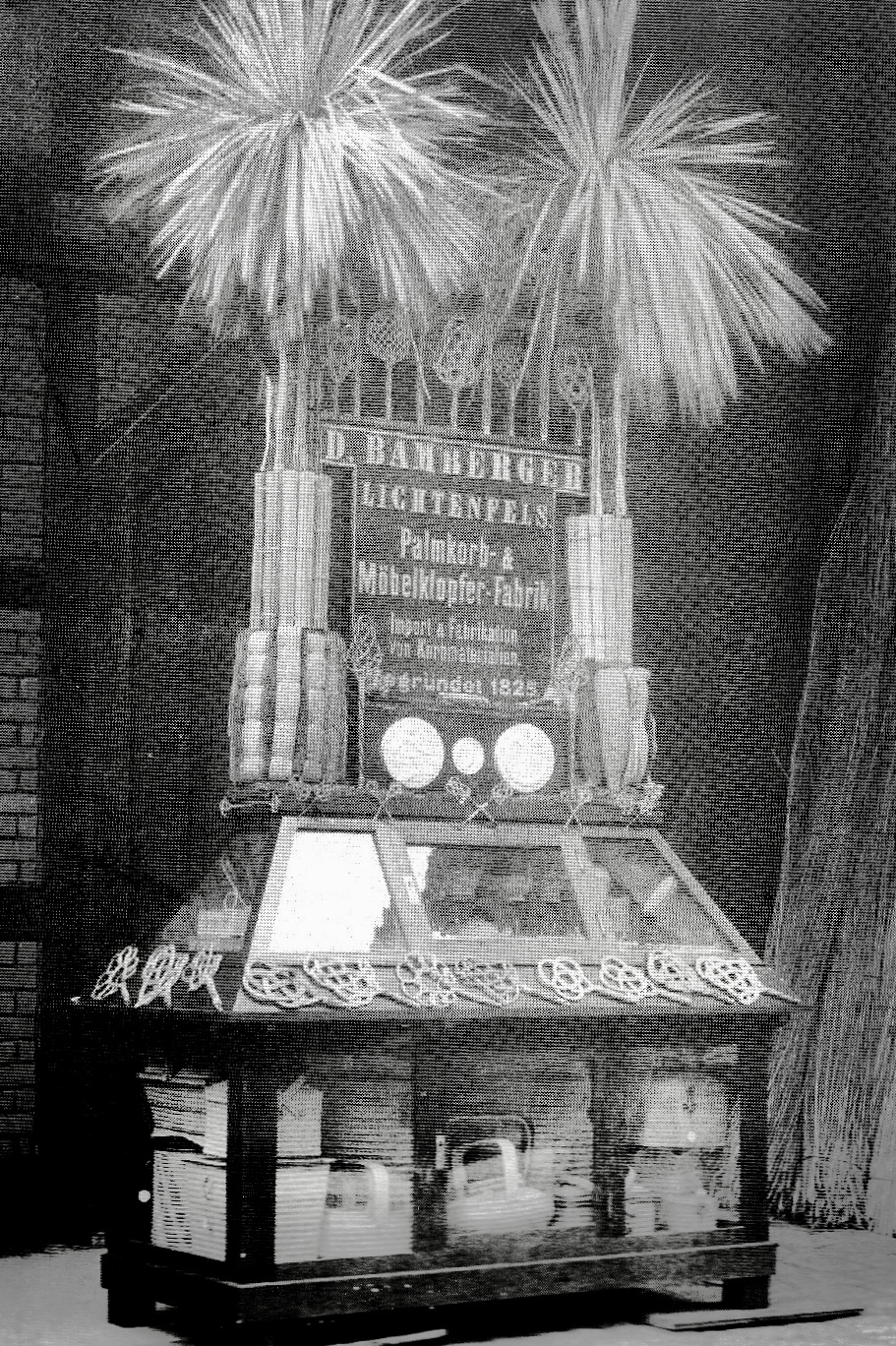
Messestand für die Leipziger Messe, zur Probe auf dem Firmengelände in Lichtenfels aufgebaut, 1890er Jahre
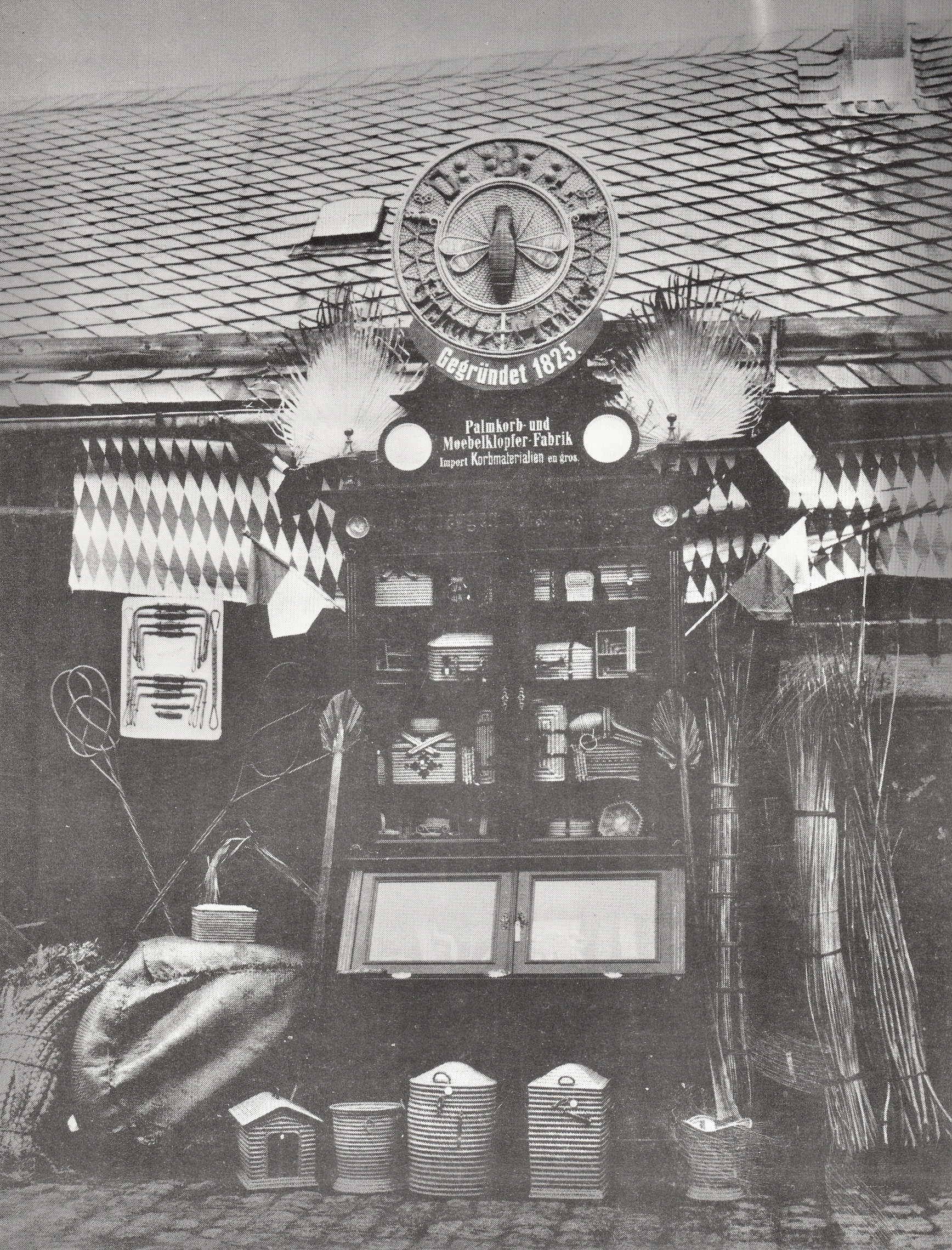
Messestand für die Leipziger Messe, zur Probe auf dem Firmengelände in Lichtenfels aufgebaut, 1920er Jahre
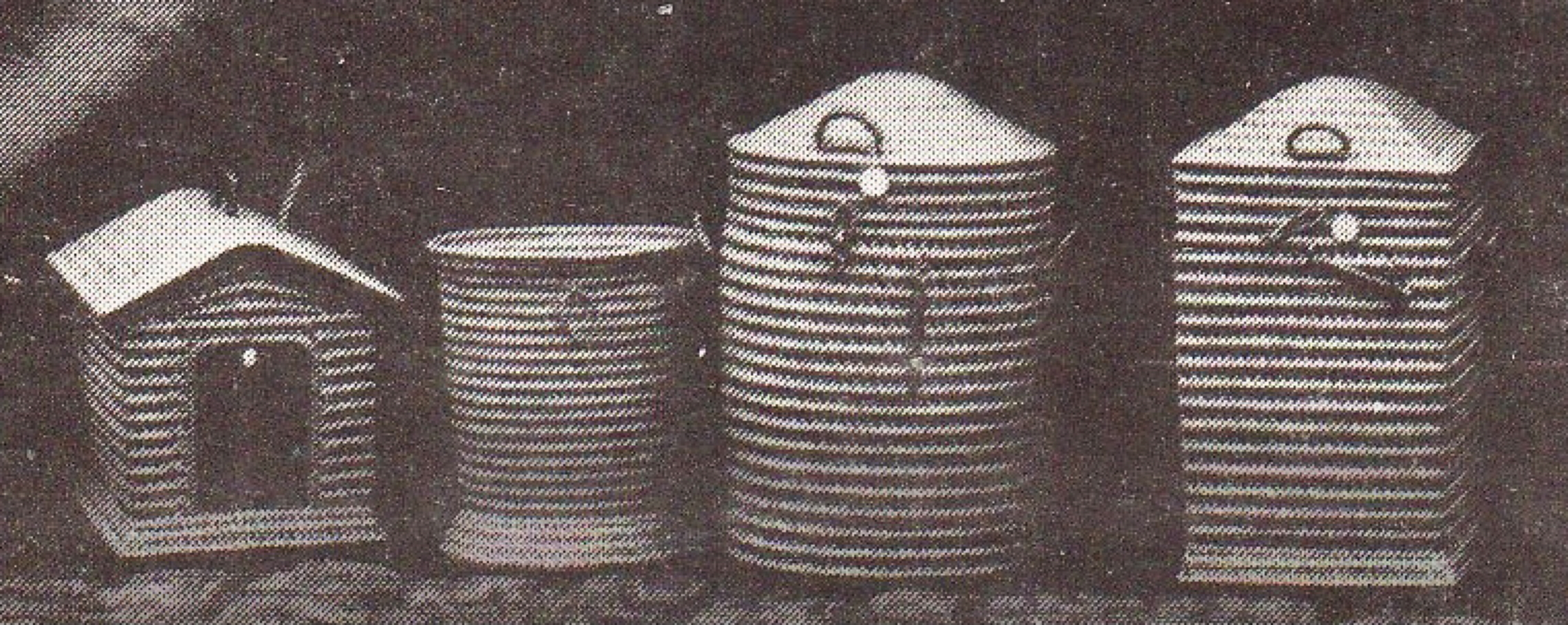
Korbwaren aus dem Sortiment von D. Bamberger, 1920er Jahre
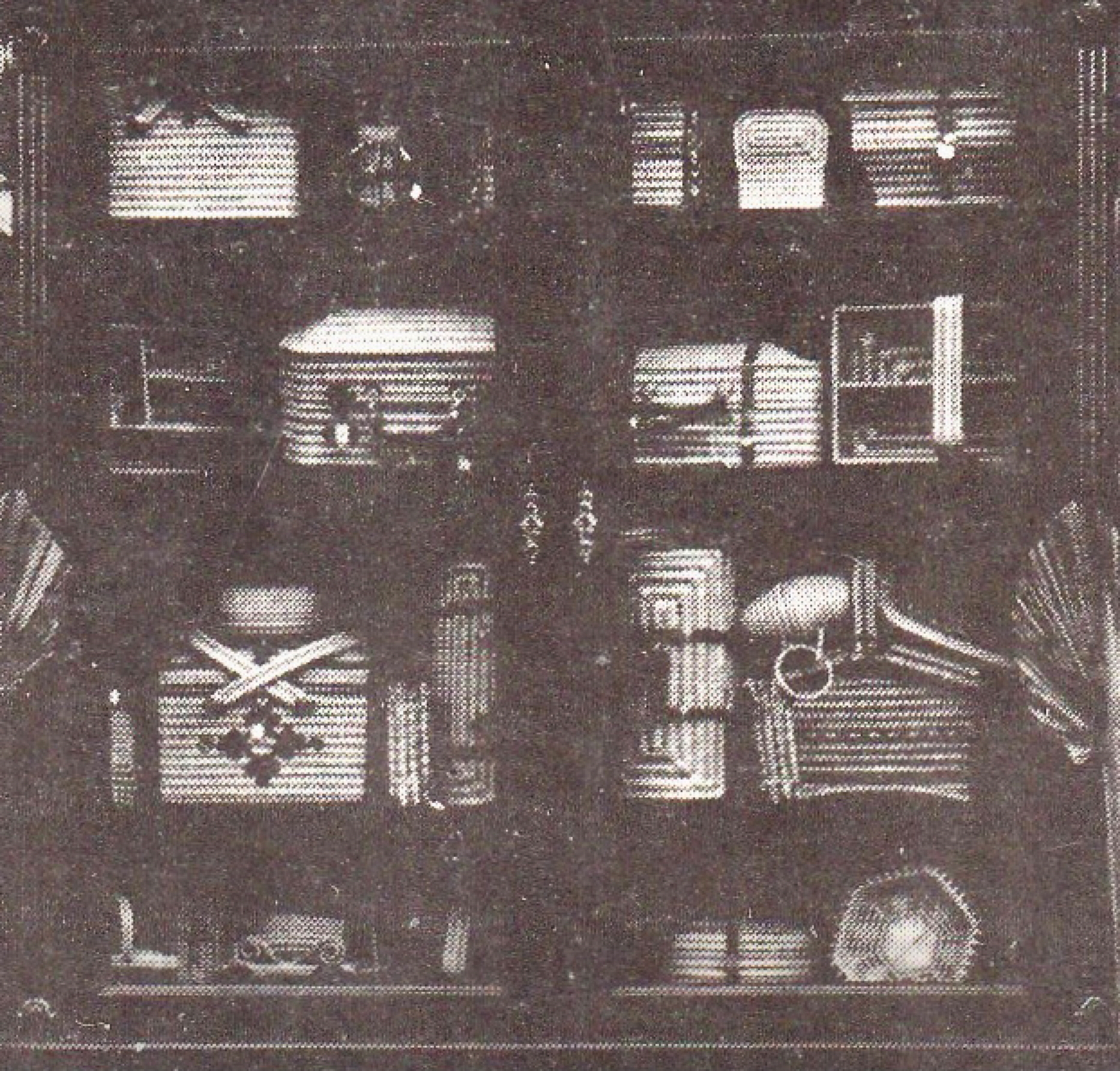
Korbwaren aus dem Sortiment von D. Bamberger, 1920er Jahre
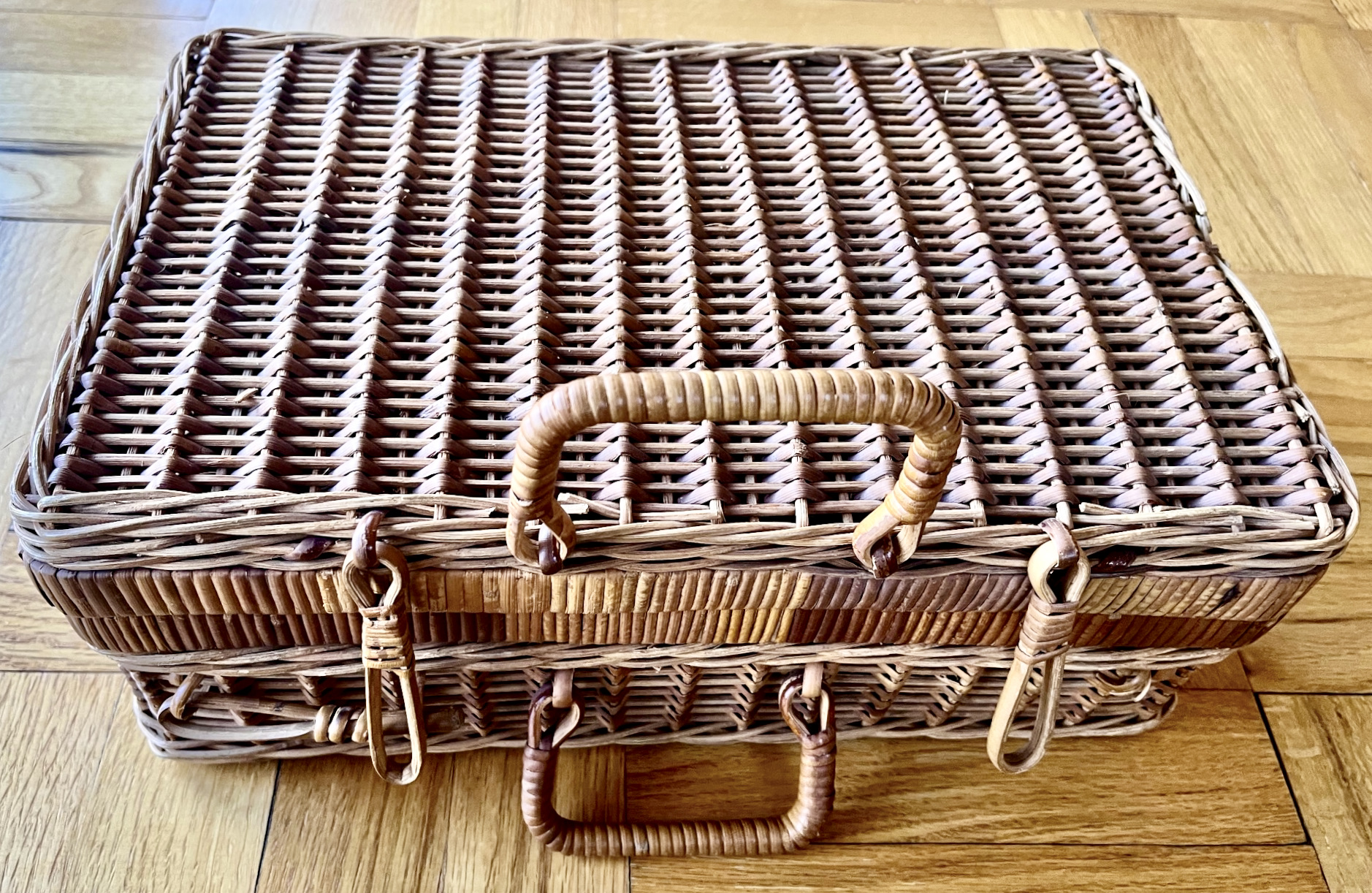
Koffer aus Geflecht, 1930er Jahre; Nachlass Klaus Bamberger

Die Flechtware aus getrockneten und gebleichten Blättern von Palmengewächsen (lat. Arecaceae bzw. Palmae), Weide (lat. Salix), Binsen (lat. Juncaceae) und Bast (sekundäres Phloem) fand sehr vielfältige Verwendung. D. Bamberger entwickelte und fertigte u. v. a. beispielsweise Bade- bzw. Strandtaschen, Besteckkörbe, Einkaufskörbe, Erntekörbe, Fahrradkörbe, Flaschenkörbe, Fußmatten, Geschenkkörbe, Hunde- und Katzenkörbe, Kaminholzkörbe, Koffer, Näh- bzw. Strickkörbe, Papierkörbe, Picknickkörbe, Pilzkörbe, Puppenwagen, Regalkörbe, Schalen mit und ohne Griffe/n, Schirmständer, Serviertabletts, Tragekörbe/Kiepe, Truhen, Vasen für Trockengestecke, Wäschekörbe und Zeitungsständer, die sich durch Variantenreichtum und Kombinationen unterschiedlicher Flechttechniken in abwechslungsreichen Formen und Größen präsentierten. Hinzu kamen diverse Flechttechniken und Materialien für die nachhaltige Bespannung von Sitzflächen und -lehnen (siehe weiter unten), die immerhin das Körpergewicht eines Menschen dauerhaft aushalten sollten.

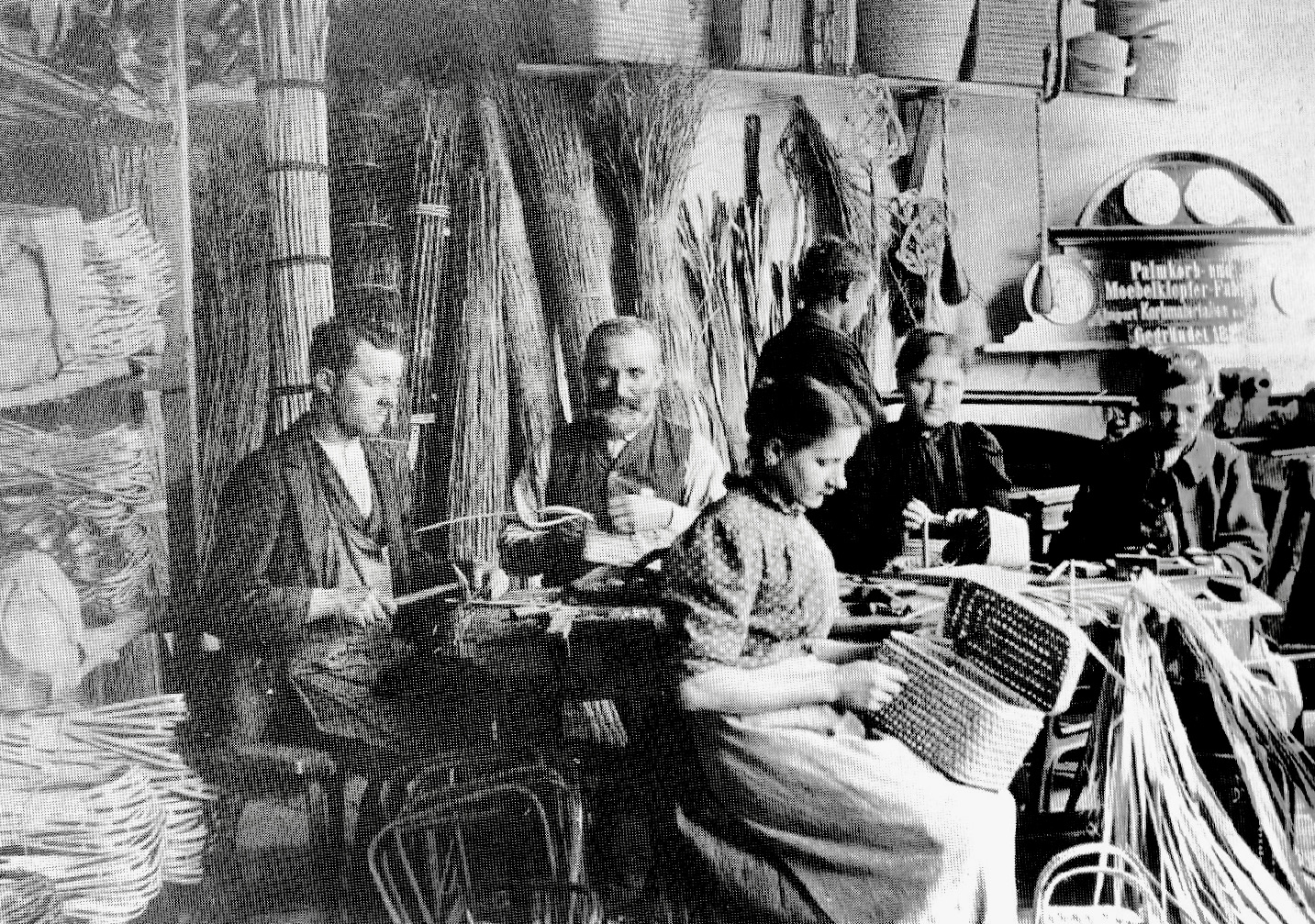
Handwerkliche Bearbeitung getrockneter und gebleichter Palmblätter zur Herstellung geflochtener Korbwaren bei D. Bamberger in Lichtenfels, um 1900
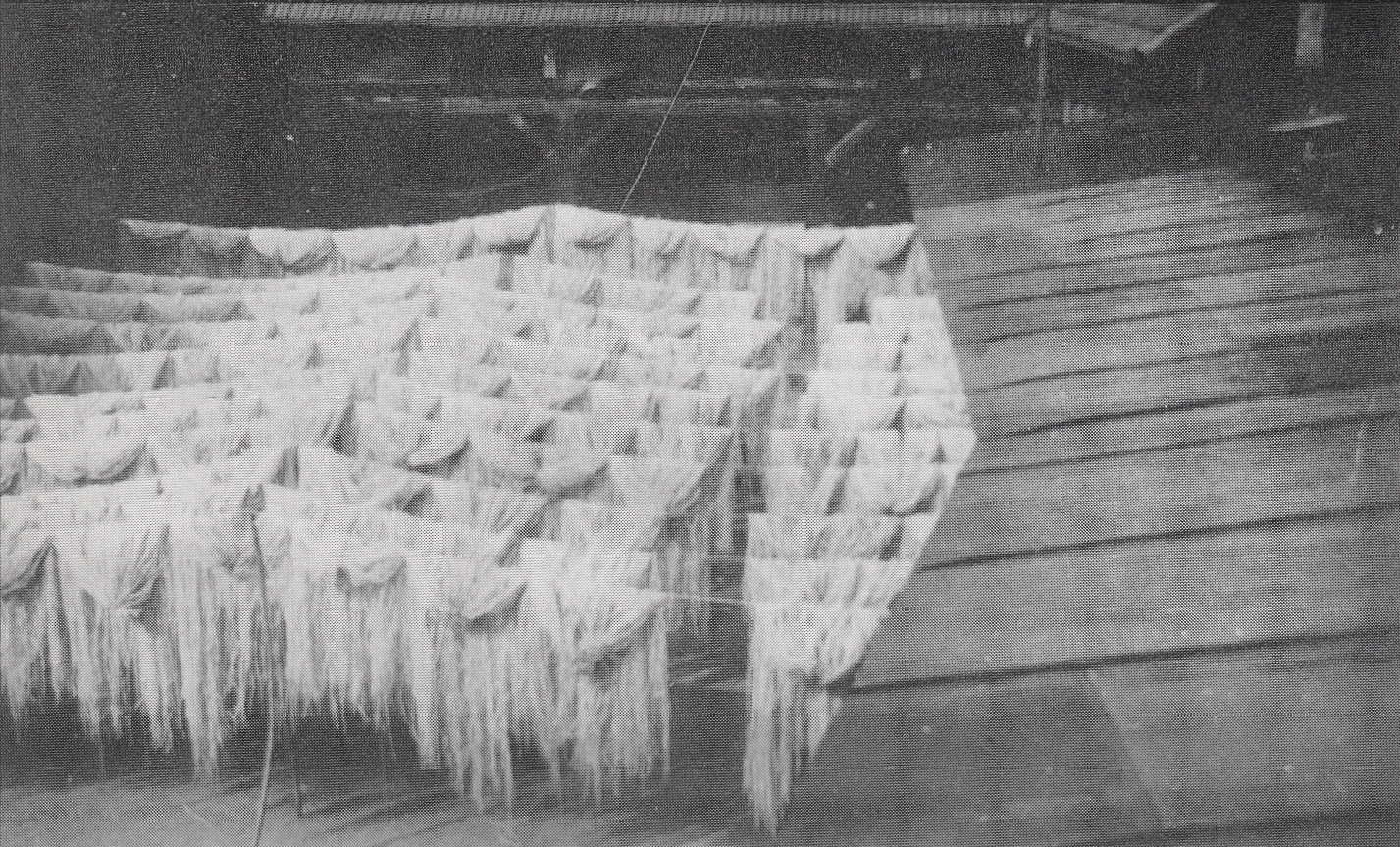
Auf dem Hof des Unternehmens D. Bamberger in Lichtenfels zum Trocknen aufgehängte gebleichte Palmblätter
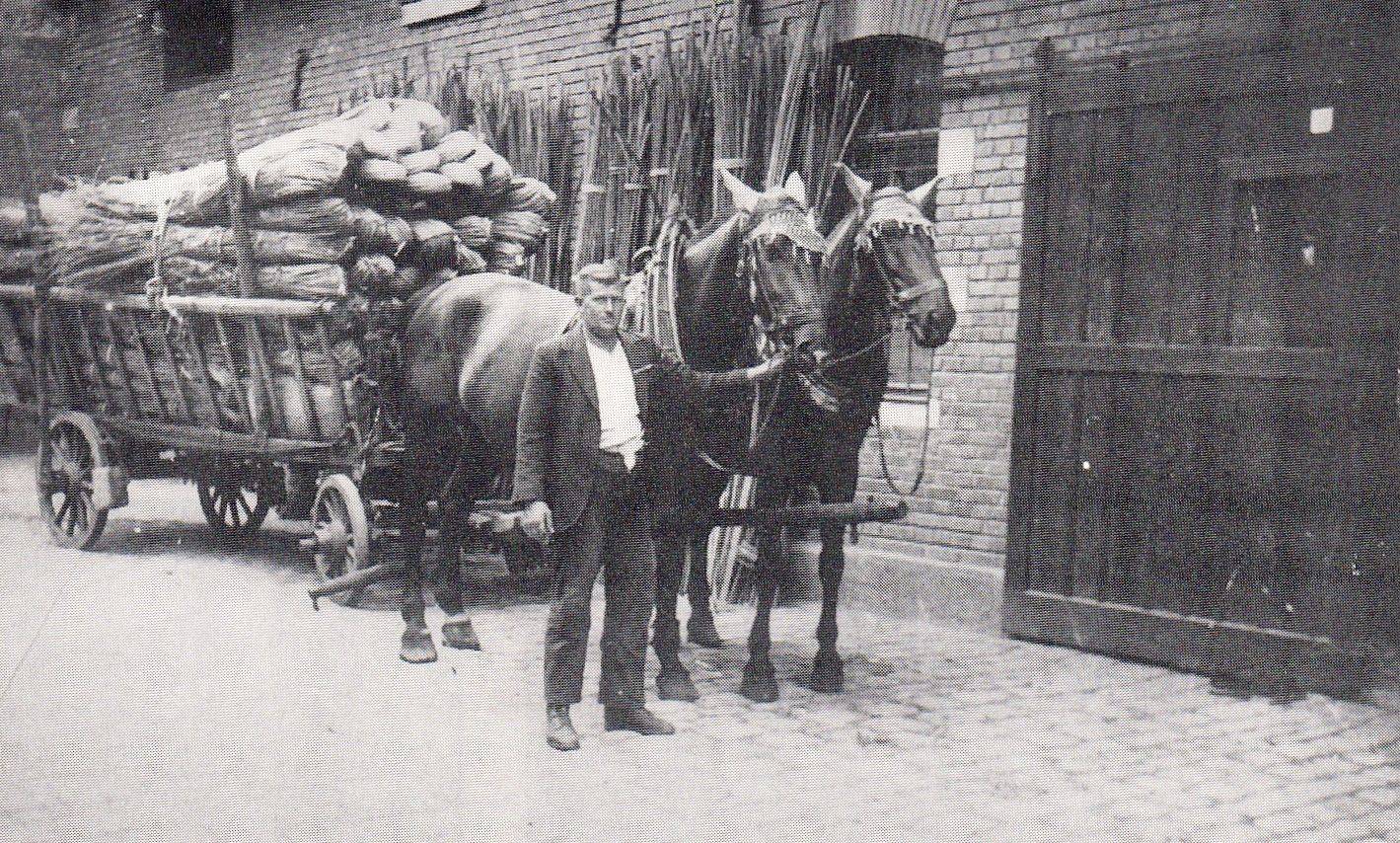
Mit Peddigrohr beladenes Fuhrwerk auf dem Hof des Unternehmens D. Bamberger in Lichtenfels, um 1935
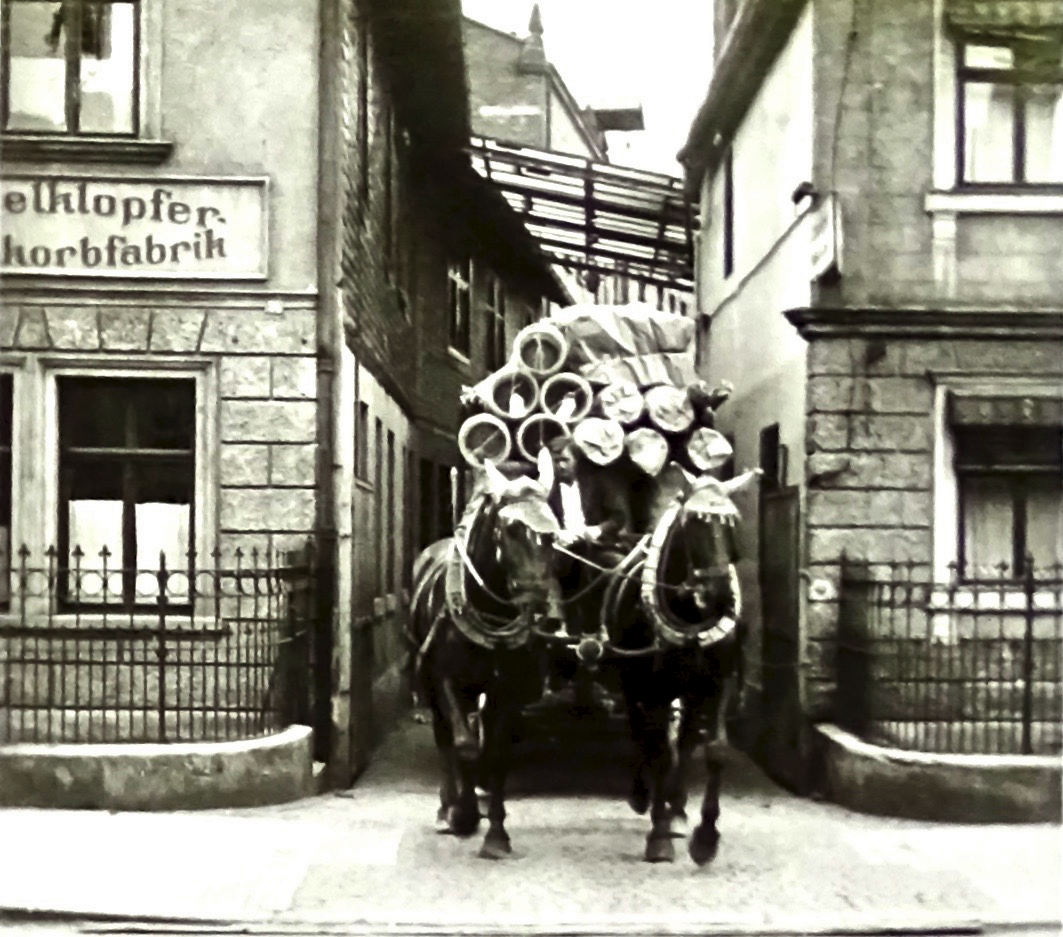
Ein beladenes Fuhrwerk verlässt das Areal des Unternehmens D. Bamberger in Lichtenfels, um 1935

## Kinderarbeit
Kinderarbeit war im 19. und frühen 20. Jahrhundert weit verbreitet, auch bei D. Bamberger. Beispielsweise beschäftigte das Unternehmen in Mitwitz etwa ein Dutzend Knaben zum Bemalen geformter Marzipanfiguren. Darüber hinaus ist davon auszugehen, dass zumindest innerhalb der Familien, die in der oberfränkischen Region teils im Akkord für D. Bamberger  in Heimarbeit fertigten, auch Kinder mitarbeiteten.

## Jüdische Emanzipation
Die maßgeblich durch Otto von Bismarck betriebene Gründung des Deutschen Reiches am 18. Januar 1871 markierte einen Wendepunkt. Mit dem bereits im Juli 1869 im Norddeutschen Bund verabschiedeten Gesetz, betreffend die Gleichberechtigung der Konfessionen in bürgerlicher und staatsbürgerlicher Beziehung, das nun im gesamten Deutschen Reich Geltung erlangte, dadurch auch im Königreich Bayern, wurde das Judentum mit allen anderen Konfessionen gleichgestellt. „Alle noch bestehenden, aus der Verschiedenheit des religiösen Bekenntnisses hergeleiteten Beschränkungen der bürgerlichen und staatsbürgerlichen Rechte werden hierdurch aufgehoben.“ David Bamberger und seinem Unternehmen war von nun an ein Ortswechsel freigestellt. Von dieser Jüdischen Emanzipation machte er alsbald Gebrauch. Aus der nun geltenden Freizügigkeit entwickelte sich reichsweit eine Blütezeit des deutschen Judentums, die von der Reichsgründung im Januar 1871 bis zum 30. Januar 1933 andauerte, mehr als sechs Jahrzehnte. Im oberfränkischen Lichtenfels wirkte sie sich auf die Prosperität der Stadt und des Umlandes positiv aus, rief dadurch allerdings auch Neider hervor, die diesen Erfolg Juden keinesfalls gönnen mochten. Frei von Antisemitismus war diese Phase daher keineswegs.

## Expansion dank Eisenbahn
In den 1870er Jahren hatte David Bambergers Import- und Versandgeschäft einen derartigen Aufschwung erlebt, dass er sich entschloss, seine beiden noch minderjährigen Söhne Philipp (1858–1919) und Fritz (1862–1942) im Jahr 1875 nach Lichtenfels zu entsenden, um dort einen Filialbetrieb aufzubauen und zu betreiben, der dazu geeignet war, ihn selbst in Mitwitz zu entlasten, denn er war zu dieser Zeit bereits 64 Jahre alt. Philipp und Fritz profitierten dabei von der neuen Gesetzgebung, die seit 1871 galt, während einige ihrer Geschwister auswanderten.
Nachdem sich die geflochtenen Verpackungen bei seinen Kunden größter Nachfrage erfreuten, auch um beispielsweise deren private Räumlichkeiten zu dekorieren oder praktischen Zwecken im Haushalt zu dienen, eröffnete D. Bamberger eine Dépendance im erheblich verkehrsgünstiger gelegenen Lichtenfels, um das dortige, zur Ludwig-Süd-Nord-Bahn (Lindau–Hof) gehörende Schienennetz der Eisenbahn, das seit 1854 bestand (das Teilstück Bamberg–Lichtenfels bereits seit 1846), und die seit 1859 bestehende Werrabahn (Eisenach–Lichtenfels) für seinen Versandhandel nutzen zu können. Ab Oktober 1885 führte die Frankenwaldbahn von Lichtenfels nach Saalfeld (Saale). Unter Leitung der beiden Söhne wuchs die Filiale in Lichtenfels dank des Eisenbahnanschlusses rasch zu einem größeren Betrieb heran als der Stammsitz in Mitwitz. Das Unternehmen soll um das Dreikaiserjahr 1888 herum rund 200 Arbeitskräfte beschäftigt haben, davon etwa die Hälfte in Heimarbeit, sowohl in Lichtenfels als auch im Umland.

## Zweite Generation

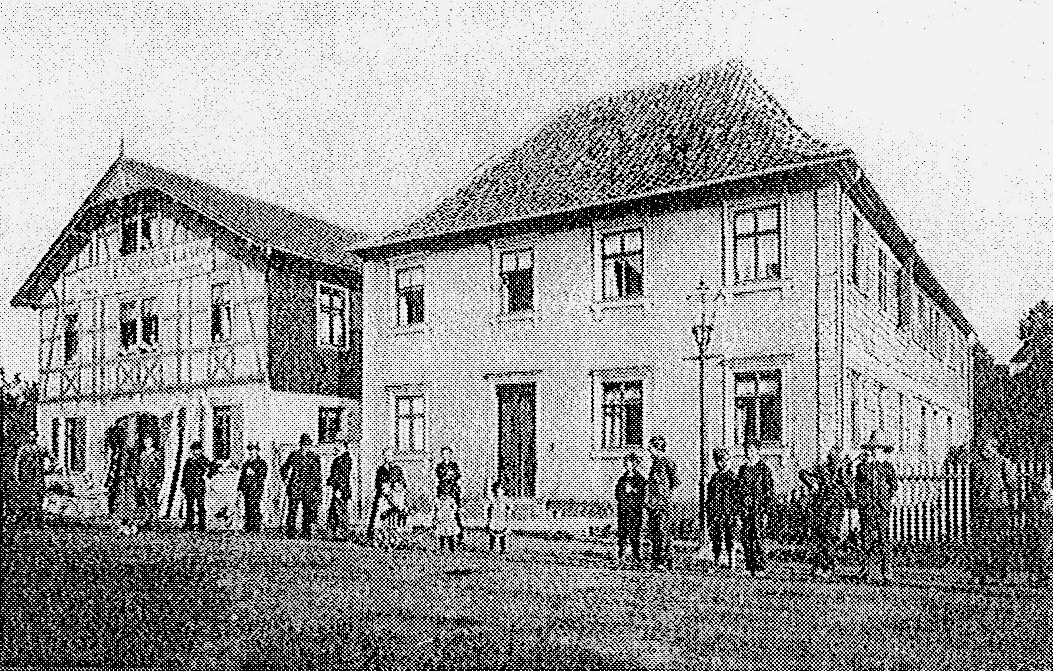
Das Anwesen Bamberger Straße 45 in Lichtenfels, links Comptoir, rechts Wohnhaus, um 1888

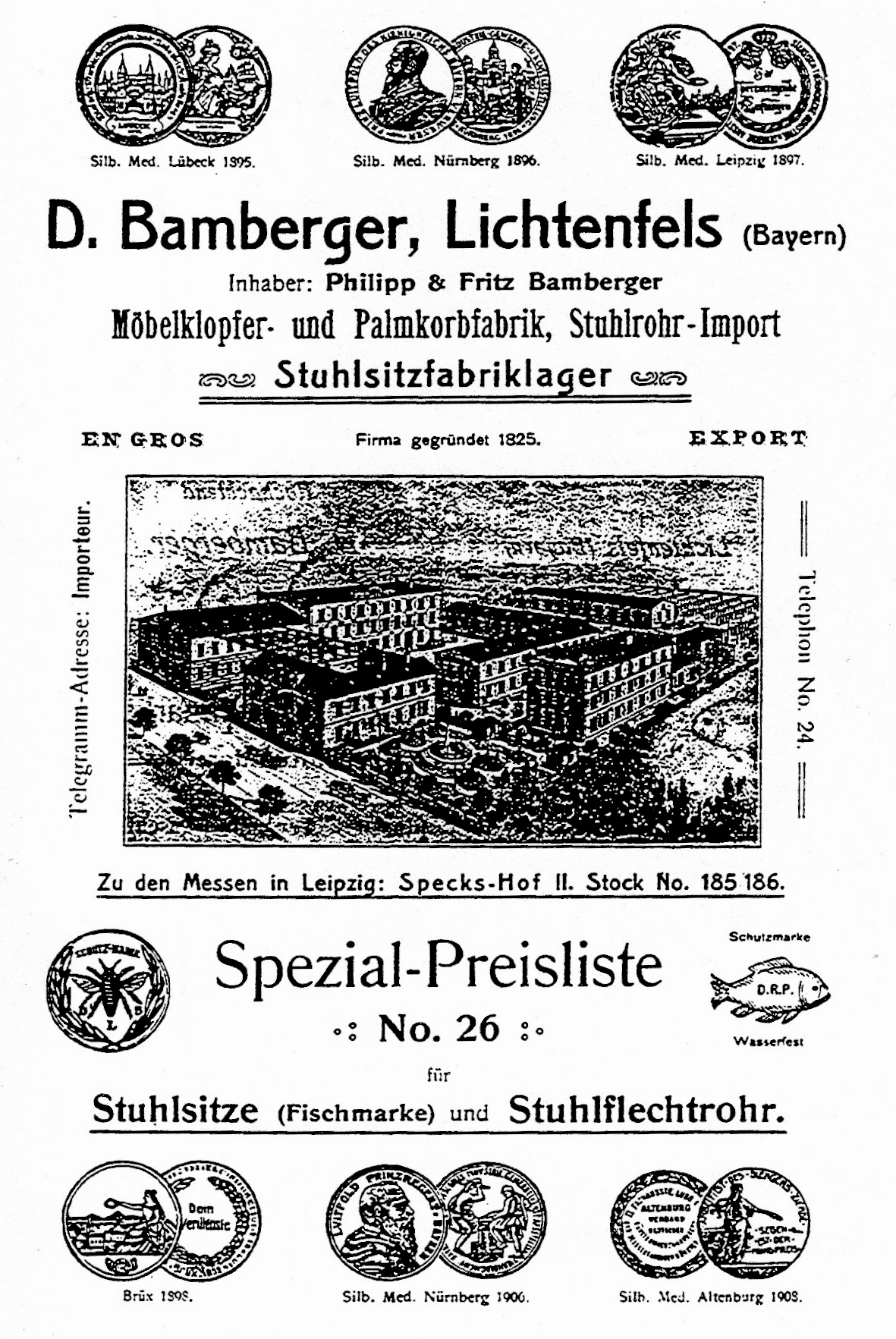
Preisliste No. 26, mit Abbildung erworbener Auszeichnungen auf Messen (Medaillen), um 1909

Am 1. August 1884 übertrug der 73-jährige David Bamberger seinen beiden noch sehr jungen Söhnen Philipp und Fritz das Unternehmen D. Bamberger vollständig und schloss den Stammsitz in Mitwitz. Damit wurde dieser zugunsten der ursprünglich als Filialbetrieb eingerichteten Dépendance in Lichtenfels aufgegeben.
Am 1. Juli 1887 verließ David Bamberger als letzter Angehöriger der einstigen jüdischen Gemeinde von Mitwitz die Stadt, nachdem er das dortige Gebäude der Synagoge und Schule (Haus Nr. 31, heute: Coburger Straße 8) der um 1875 aufgelösten jüdischen Kultusgemeinde von Mitwitz verkauft hatte, und zog zu seinen Söhnen Philipp und Fritz nach Lichtenfels, die in diesem Jahr ein Wohnhaus an der äußeren Bamberger Straße (heute: Bamberger Straße 23) erworben hatten. 1888 wurde direkt benachbart eine „Niederlage“ (Filiale, Lager) errichtet, 1890 eine Schwefelkammer (zum Bleichen getrockneter Palmblätter), 1891, 1895, 1899, 1910, 1912, 1913, 1923 und 1928 je eine Lagerhalle, 1917 ein Gebäude für die Weidensiederei. Um die Wende vom 19. zum 20. Jahrhundert wurde das Anwesen beschrieben als „Wohnhaus mit Keller, Waschhaus, Ziergarten und Sommerhaus, Korbwarenniederlage mit Comptoir, Schwefelkammer, Stall und Wagenremise, Lagerhallen mit Schutzdach, Remise, Brunnen“.
Das Unternehmen nahm an den Warenmessen jener Zeit teil, die sich ab 1895 durch die Entwicklung der Eisenbahn zu Mustermessen wandelten. Die großen Stückzahlen einer industriellen Produktion in gleichbleibender Qualität machten es obsolet, dass Hersteller ihre gesamte Handelsware zu Kaufmannshöfen mitbrachten. Sie reisten stattdessen in zunehmendem Maß lediglich mit Produktmustern, die ihr jeweiliges Portfolio repräsentierten, zu Ausstellungen und Messen wie z. B. ins Städtische Kaufhaus Leipzig an. Dort wurde die Ware nicht mehr gleich direkt am Ort in nennenswerten Stückzahlen verkauft, sondern durch den Abschluss von Handelsverträgen Liefermengen, Qualität, Ausführung und Konditionen vereinbart.
Mit Silbernen Medaillen für herausragende Produkte und Leistungen wurde D. Bamberger 1895 in Lübeck, 1896 in Nürnberg, 1897 in Leipzig, 1898 in Brüx, 1906 in Nürnberg und 1908 in Altenburg ausgezeichnet (siehe abgebildetes Deckblatt einer Preisliste, um 1909).
Die Firma D. Bamberger residierte in Lichtenfels in der Bamberger Straße 45 (heute: Bamberger Straße 21), nahe dem örtlichen Bahnhof. Die Familien, die David Bambergers Söhne Philipp und Fritz später gründeten, wohnten direkt angrenzend an das Areal des Familienunternehmens, was ihnen einen mentalen Abstand zum Gewerbebetrieb erschwerte. Für Fritz ist aus den 1920er Jahren überliefert, dass er seinen Großneffen Klaus Bamberger, den Sohn seines Neffen Otto Bamberger, mit einem Rohrstock in der Hand quer durch die Lagerhallen jagte, wenn dieser als kleiner Junge die Elastizität der gestapelten Rohmaterialien nutzte, um spielerisch darauf zu wippen bzw. zu springen und damit gleichzeitig seinen Gleichgewichtssinn schulte.

## Weltläufigkeit und Renommée

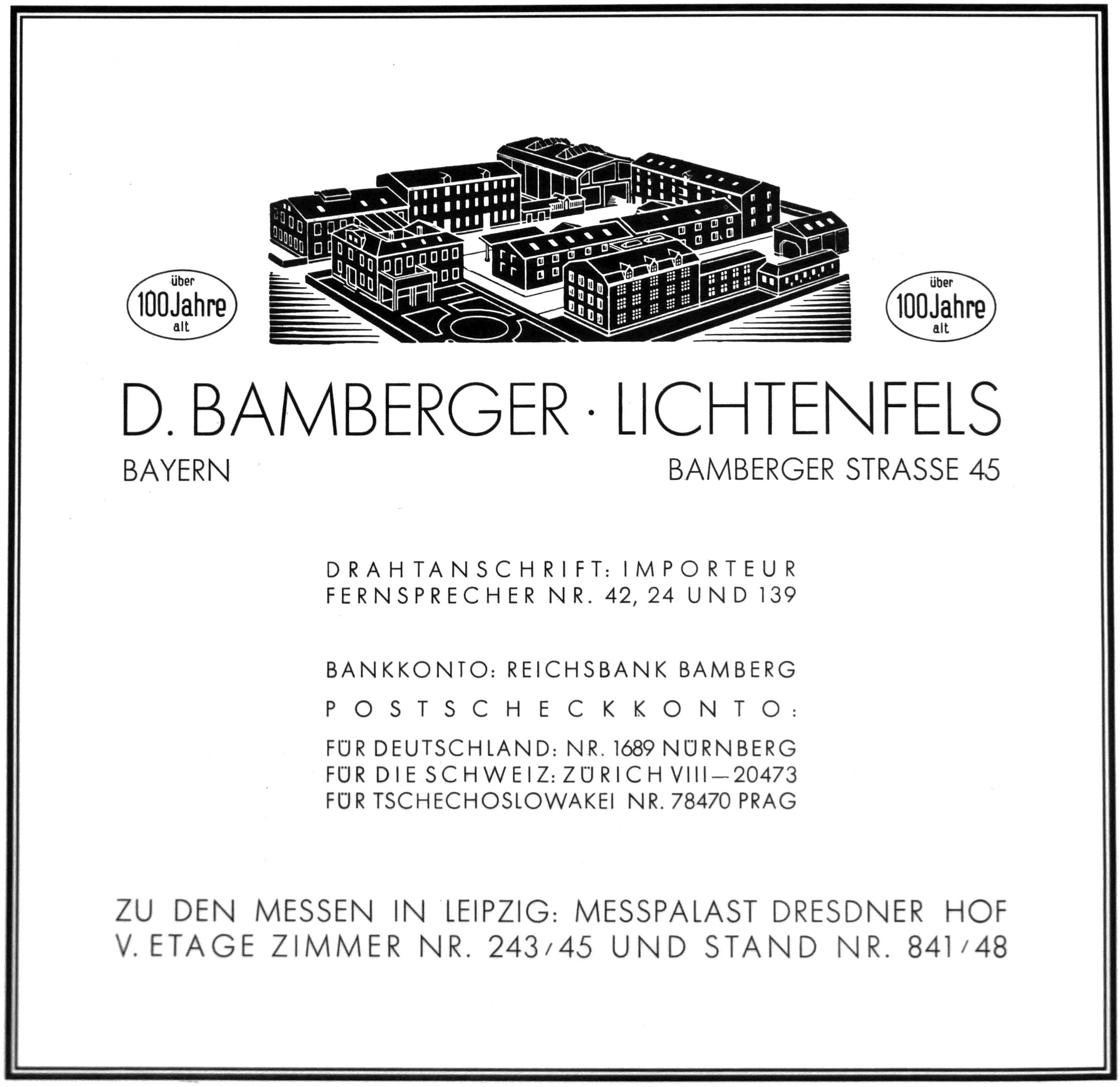
Werbeanzeige, ab 1925

Um die besten Qualitäten ausfindig zu machen, reisten Einkäufer von D. Bamberger beispielsweise nach Australien, China, Indien, Japan, Kuba, in die Vereinigten Staaten, nach Ägypten, Frankreich, in die Niederlande, nach Italien, Österreich und in die Schweiz. Als erstes Unternehmen soll D. Bamberger „Malakkarohr“ aus Malaya importiert haben. Die durch das Unternehmen verarbeiteten Rohmaterialien sollen veredelt auf alle fünf Kontinente geliefert worden sein. Auf internationale Bezüge verweisen auch die damaligen Bankverbindungen des Unternehmens in die Schweiz, nach Italien, in die Tschechoslowakei (siehe z. B. abgebildete Werbeanzeige aus den 1920er Jahren) sowie Belgien.
Zwei Historiker verweisen auf die Weltgeltung des Unternehmens, der Name D. Bamberger sei auf dem Markt für Korbwaren weit über das Deutsche Reich hinaus führend gewesen.

## Dritte Generation

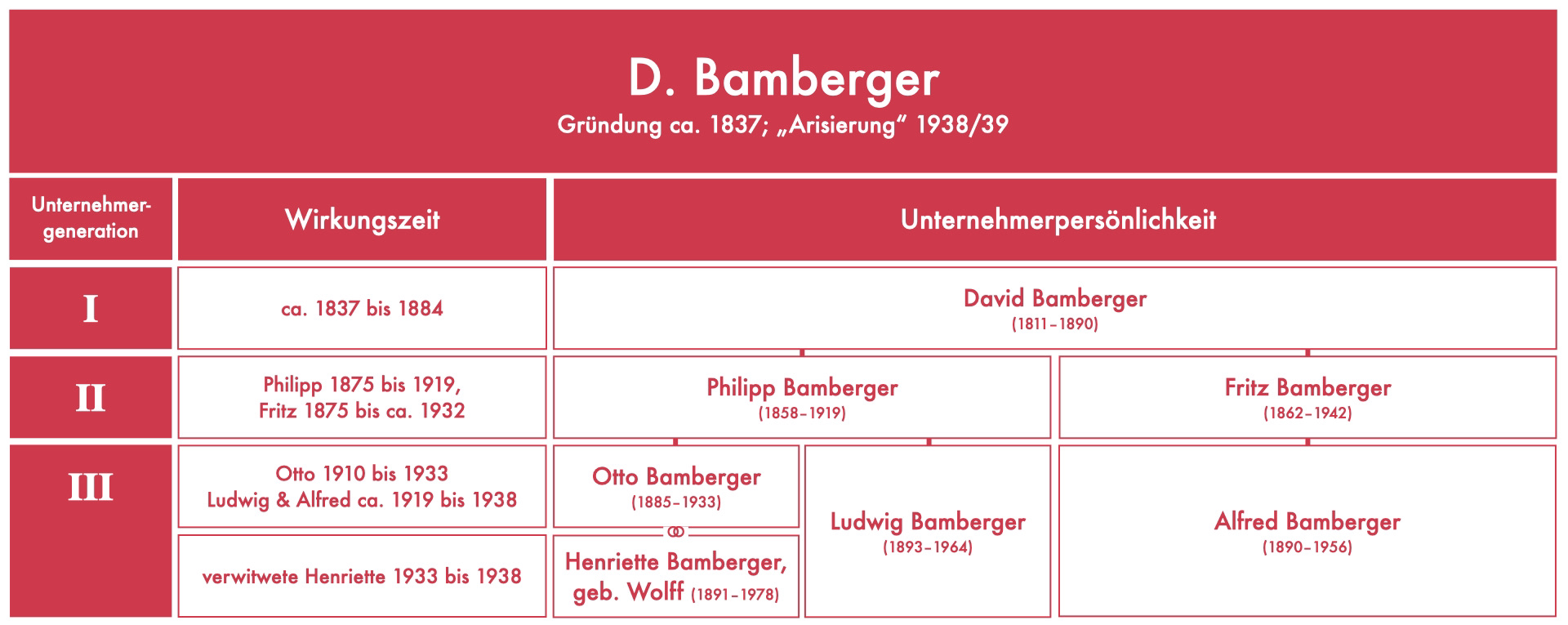
Drei Unternehmergenerationen und ihre Wirkungszeit

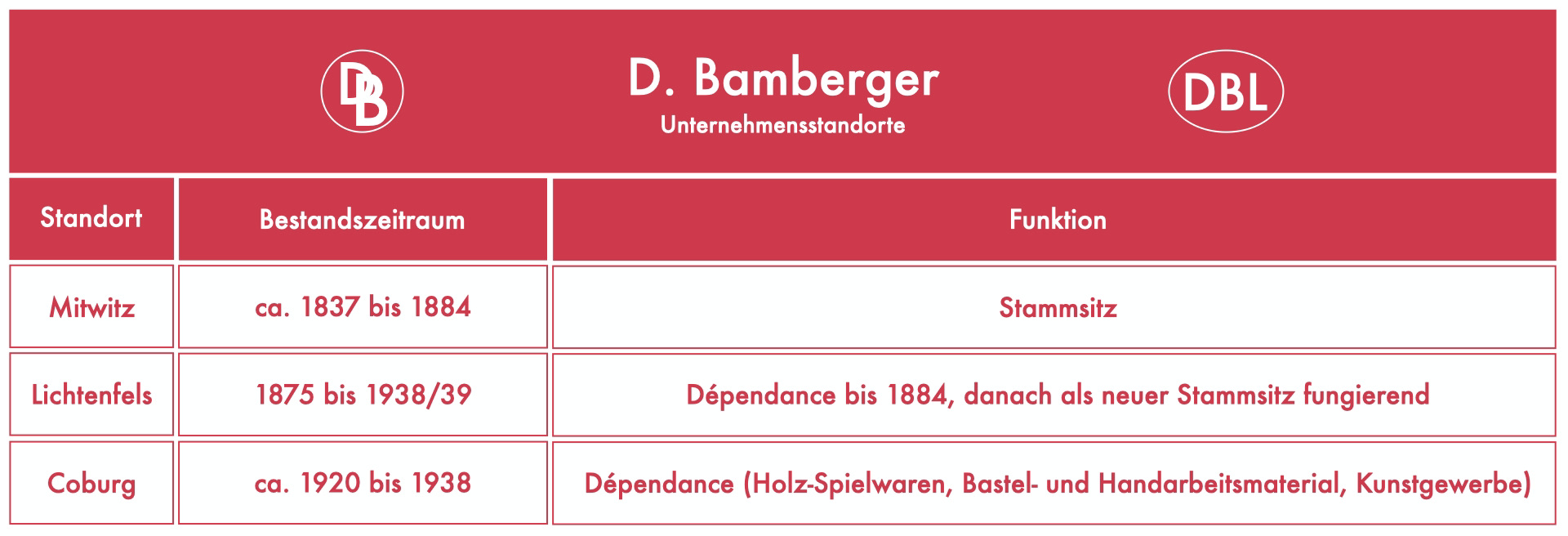
Stammsitz und Niederlassungen

Im Jahr 1910 stieg Philipp Bambergers 25-jähriger Sohn Otto Bamberger in das Unternehmen ein, das zu dieser Zeit seinem Vater Philipp und seinem Onkel Fritz gehörte. Nach dem Ende des Ersten Weltkrieges, an dem die jüngeren Bambergers der dritten Unternehmergeneration als patriotische Kriegsfreiwillige teilnahmen und somit für einige Jahre dem Unternehmen fehlten, musste sich der Betrieb umstellen. Eine eigene Schreinerei wurde eingerichtet. Ein Teil der Flechtwaren wurde nun auch in industriellem Maßstab gefertigt, wodurch sich die Fertigung in privater Heimarbeit allmählich reduzierte. Nach dem Tod Philipp Bambergers im Jahr 1919 ging das Unternehmen in den Besitz seines jüngeren Bruders Fritz über, der als sehr genügsam charakterisiert wird.
Im Gefolge der Novemberrevolution kam es bei D. Bamberger zu einem 12-stündigen Streik, in dem es um höhere Löhne ging. Otto Bamberger ging u. a. darauf in einem Leserbrief ein, der am 25. Juni 1919 im Lichtenfelser Tagblatt veröffentlicht wurde. Er galt als arbeiterfreundlich; durch seine politische (sozialistische) Orientierung habe er die hohen Löhne der Branche verursacht, wofür er von den Mitbewerbern des Unternehmens öffentlich kritisiert wurde, die sich dem Lohnniveau bei D. Bamberger höchst ungern anglichen.
Die Inflation und Hyperinflation zehrte das Unternehmen ebenso wie das gesamte Reich aus. Die eigene Schreinerei musste vorübergehend schließen, wodurch 15 Schreiner ihren Arbeitsplatz verloren. Danach ging es allmählich wieder bergauf; die Schreinerei wurde wieder aktiviert, ausgebildete Schreinermeister und -gesellen eingestellt.
Im Verlauf der 1920er Jahre übernahmen Otto Bamberger, sein jüngster Bruder Ludwig Bamberger und deren Cousin Alfred David Bamberger, der Sohn von Fritz, das Geschäft. Alfred war im Vertrieb tätig und zudem für die Fuhrwerke verantwortlich, er wohnte ab 1920 in Coburg, wo er ein Doppelhaus in der Bahnhofstraße 38 und 40 (1933–1945: Adolf-Hitler-Straße) besaß.

## Erweiterung des Portfolios

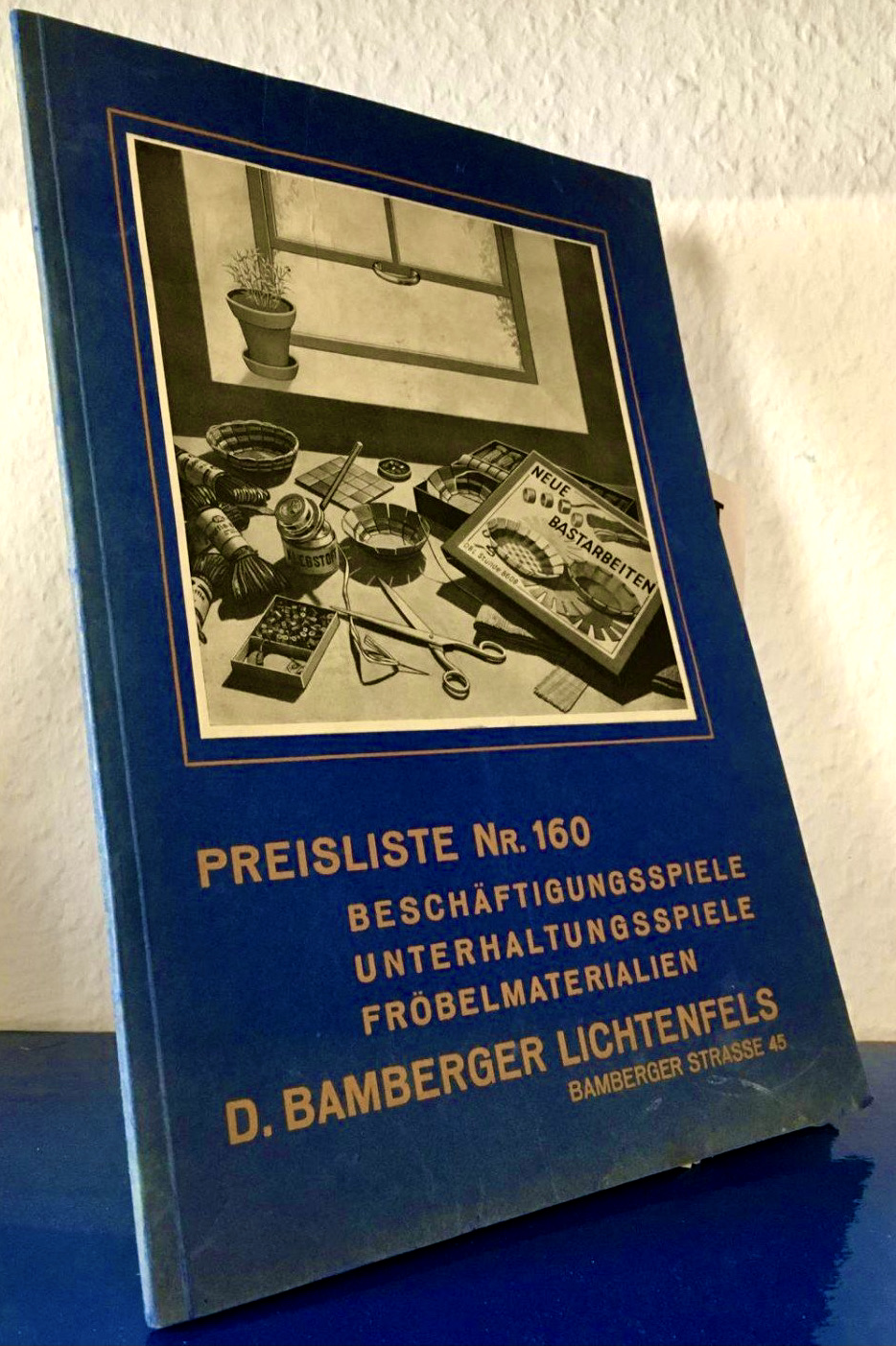
Preisliste Nr. 160, um 1930

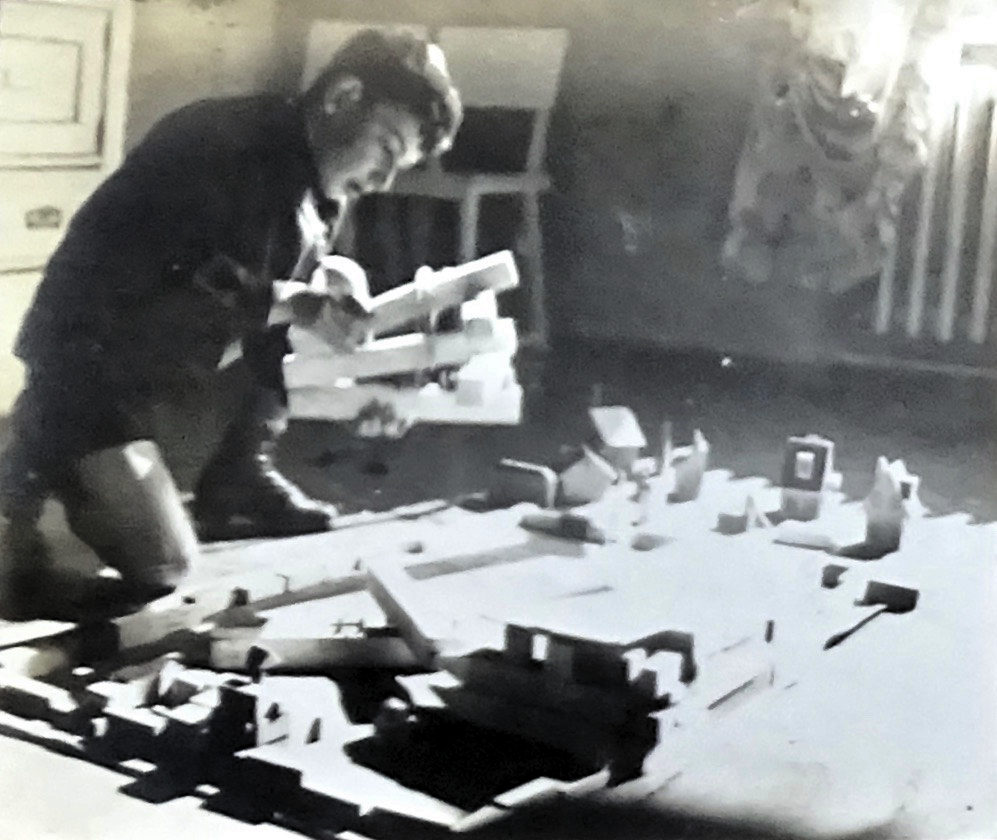
Klaus Bamberger beim Aufbauen des Sets aus einem mehrfach erweiterungsfähigen Holz-Städtebaukasten (im Sortiment von D. Bamberger), ca. 1931

Otto Bamberger implementierte ab den 1920er Jahren ein neues Sortiment in das Portfolio des Unternehmens. D. Bamberger vertrieb nun von einem in Coburg am Güterbahnhof angesiedelten Lager des Unternehmens eine große Vielzahl von Geschicklichkeits- und Gesellschaftsspielen, Holzspielzeug, Baukästen, Bastel- und Handarbeitsmaterial für Kinder nach den Spieltheorie-Vorgaben des Pestalozzi-Schülers Friedrich Fröbel, außerdem kunstgewerbliche Erzeugnisse aus Holz, die Otto Bamberger zum Teil selbst entwarf bzw. gestaltete. Die durch D. Bamberger aus dem slowakischen Teil der Tschechoslowakei importierten Spielwaren ließ er von seinen beiden Kindern Ruth und Klaus erproben und beurteilen. Auch die beiden Töchter seines jüngeren Bruders Ludwig Bamberger, Annegret und Eva, wurden dafür eingesetzt; Annegret gestaltete aufgrund ihres zeichnerischen Talents den Produktkatalog des Unternehmens mit. Otto Bamberger befürwortete, dass sich die Kinder besser mit realen Objekten als mit kindlichen Miniaturen befassten. Lediglich pädagogisch wertvoll erscheinendes Spielzeug empfand er als sinnvoll. Gängiges Kriegsspielzeug wie Zinnsoldaten und Spielzeugwaffen lehnte er kategorisch ab, wovon sich sein Sohn Klaus jedoch nicht abhalten ließ.

## Wettbewerber innerhalb der Verwandtschaft

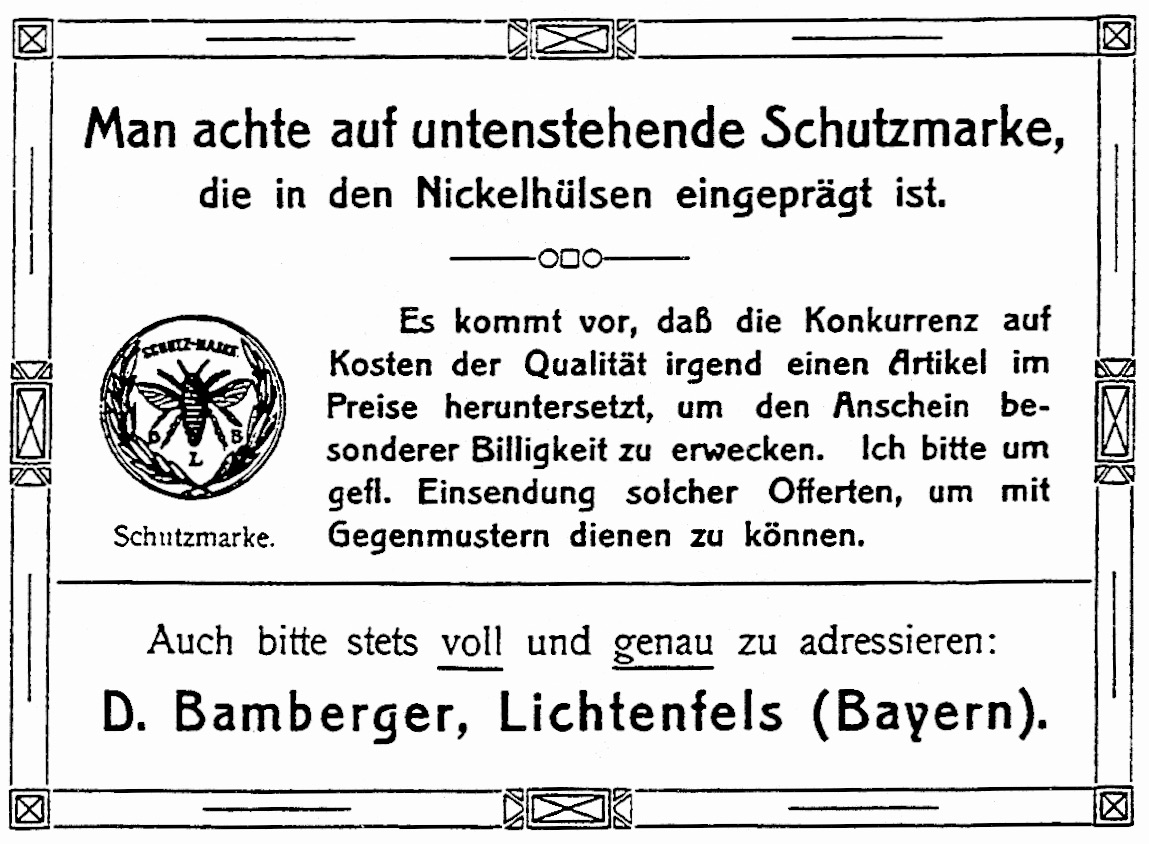
Werbeanzeige mit Verweis auf die Schutzmarke und Bitte, korrekt zu adressieren, denn es gab in Lichtenfels auch eine Firma Joseph Bamberger im selben Marktsegment, 1920er Jahre

Ein Zwist innerhalb der weiteren Familie schien in dem Umstand begründet zu sein, dass sich der in Mitwitz geborene jüngste Sohn des David Bamberger, Joseph Bamberger (1867–1930), ab 1887 ebenfalls in Lichtenfels angesiedelt hatte und dort unter seinem Namen ein konkurrierendes Unternehmen betrieb, das er wegen der Namensähnlichkeit, die bei Lieferanten und Kunden zu Verwechslungen führen konnte, abzugrenzen suchte. Eine deutlich unterscheidbare Firmierung hätte da recht leicht vorbeugen können. Zu jener Zeit gehörte es jedoch zum guten Ton, dass ein rechtschaffener Gewerbetreibender mit seinem eigenen Namen für die gute Qualität seiner Ware bzw. seines Handwerks einstand, daher bildete sich der volle persönliche Name in den meisten Fällen auch in der Firmierung eines Unternehmens ab.
Klaus Bamberger berichtete, dass er als Kind hin- und hergerissen war, den stets freundlichen Gruß seines Großonkels Joseph auf gleiche Weise zu erwidern, wenn sich beide auf der Straße begegneten, wohlwissend, dass er jedes Zusammentreffen aufgrund familiärer Maßgabe eigentlich meiden sollte. Kommerzielle Konkurrenz bzw. Wettbewerb innerhalb der eigenen Familie am selben Ort wurde als kontraproduktiv betrachtet, allerdings war der offenkundige Mangel an Kommunikation aufgrund bestehender Animositäten einer für beide Seiten akzeptablen Lösung kaum förderlich.

## Bedeutender Kunde aus Weimar und Dessau
Das Unternehmen D. Bamberger war zur Zeit der Weimarer Republik ein bedeutender Zulieferer des Bauhauses. Darauf verweisen bis heute produzierte Bauhaus-Sitzmöbel nach Entwürfen von Marcel Breuer, Erich Dieckmann, Ludwig Mies van der Rohe oder nach Bauhaus-Entwürfen entstandene Thonet-Sitzmöbel mit geflochtenen Sitzflächen und Rückenlehnen. Auch für Bauhaus-Sitzmöbel und -Tische aus Rattan lieferte D. Bamberger das Rohmaterial und fertigte dafür in eigener Schreinerei die Tischplatten an.

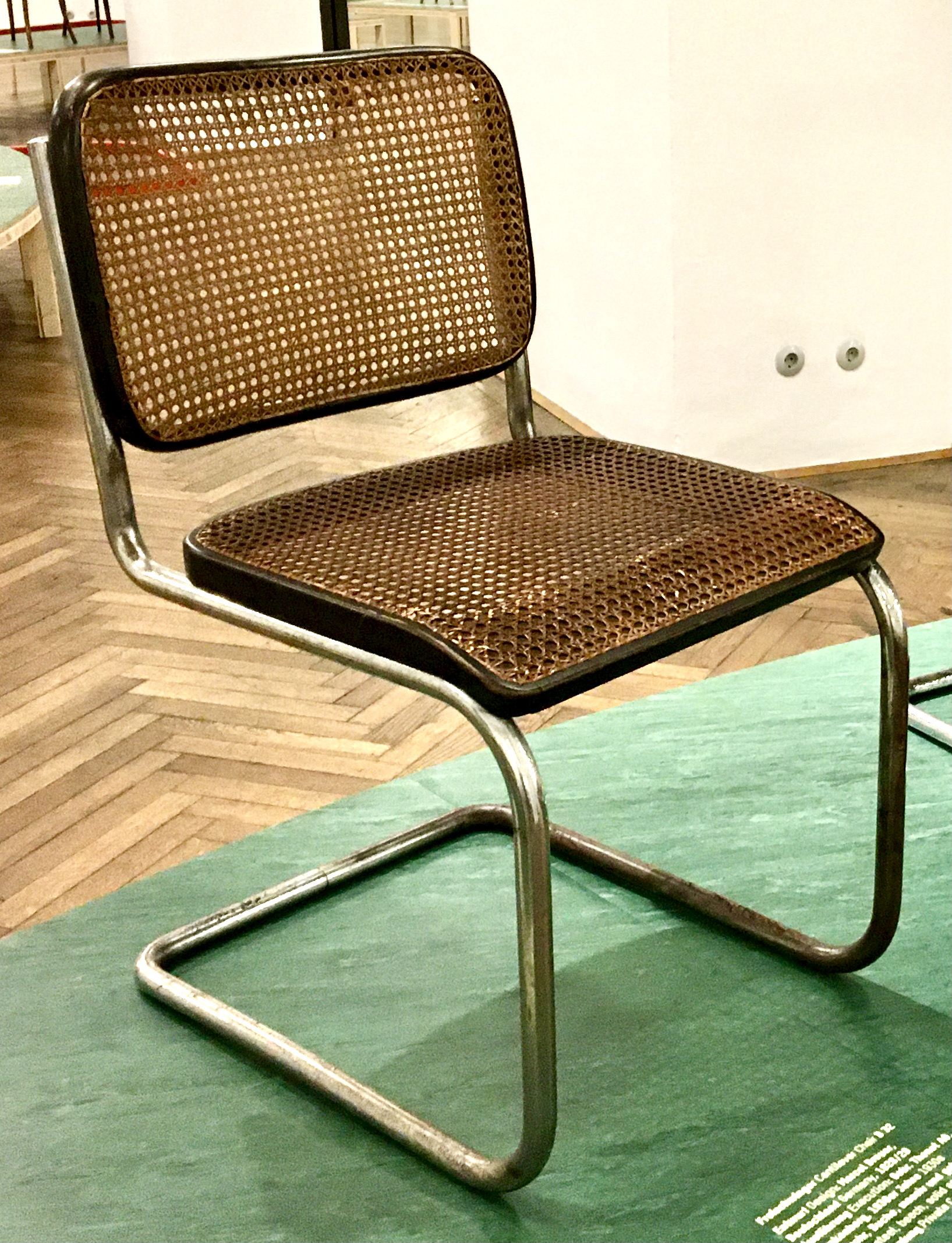
Stahlrohrstuhl von Bauhaus-Designer Marcel Breuer mit geflochtener Sitzfläche und -lehne, 1926
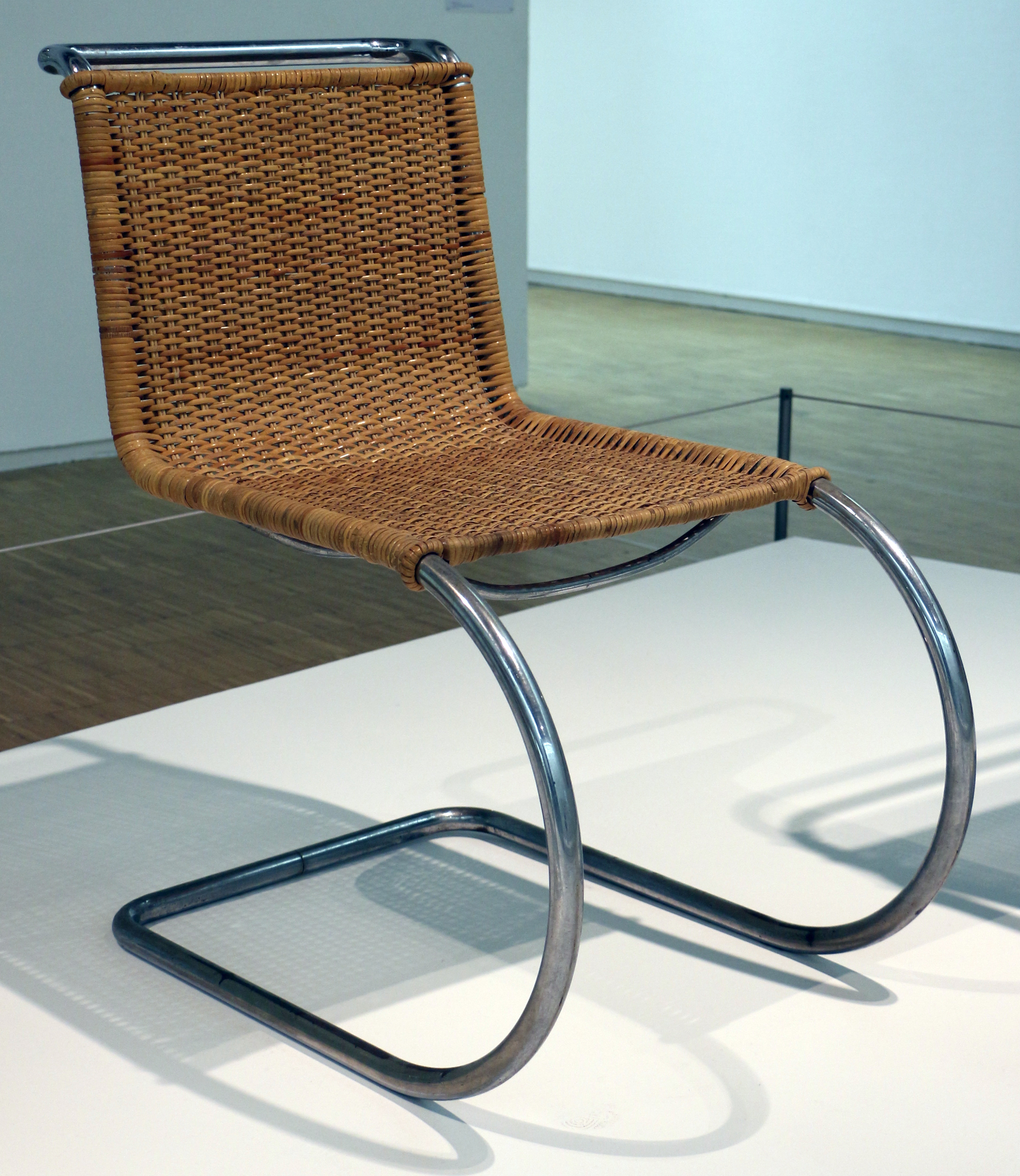
Stahlrohrstuhl von Bauhaus-Designer Ludwig Mies van der Rohe mit geflochtener Sitzfläche und -lehne, 1927
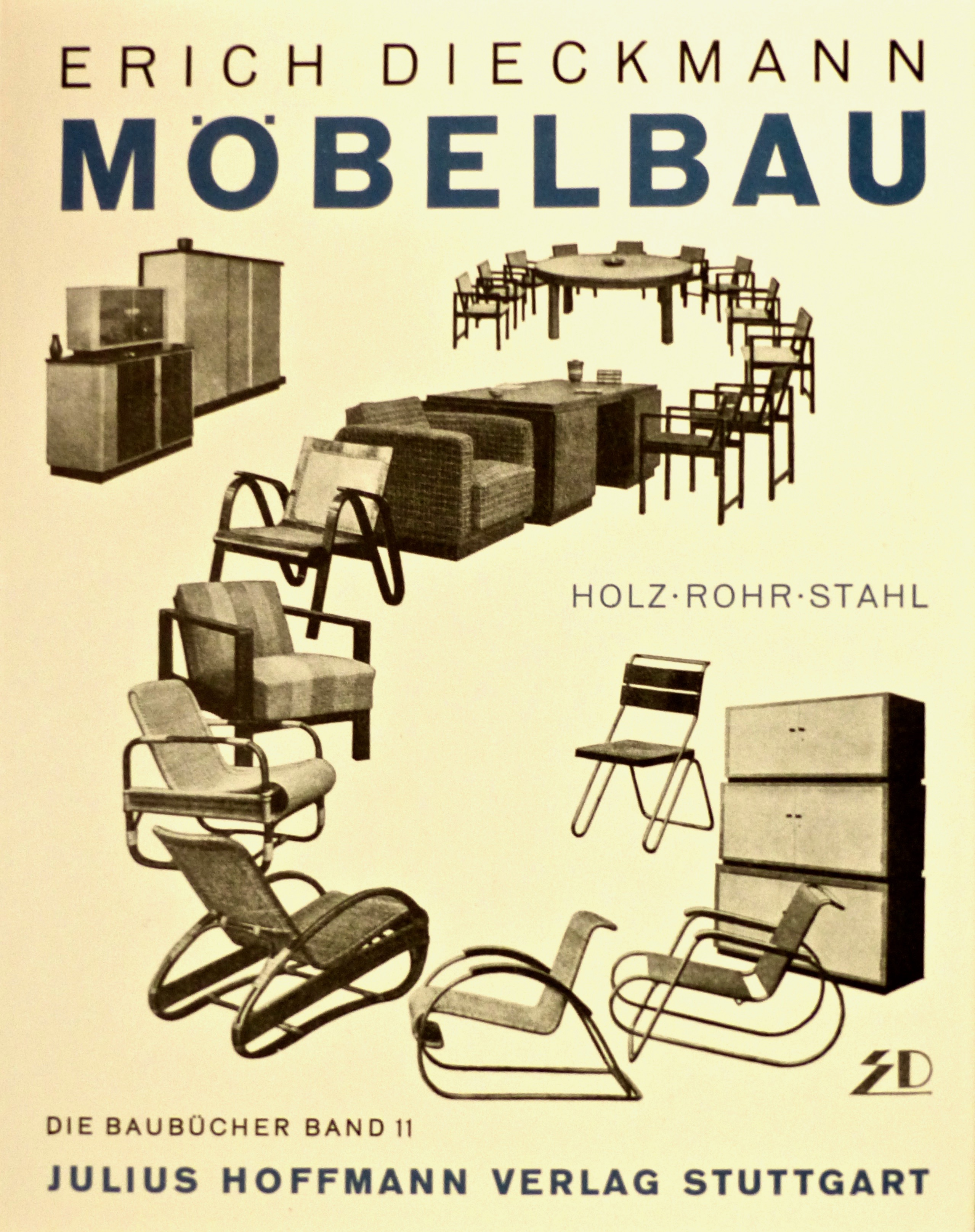
Diverse Stühle von Bauhaus-Designer Erich Dieckmann mit geflochtener Sitzfläche und -lehne, Rattan-, Stahl- oder Holzrahmen, 1931
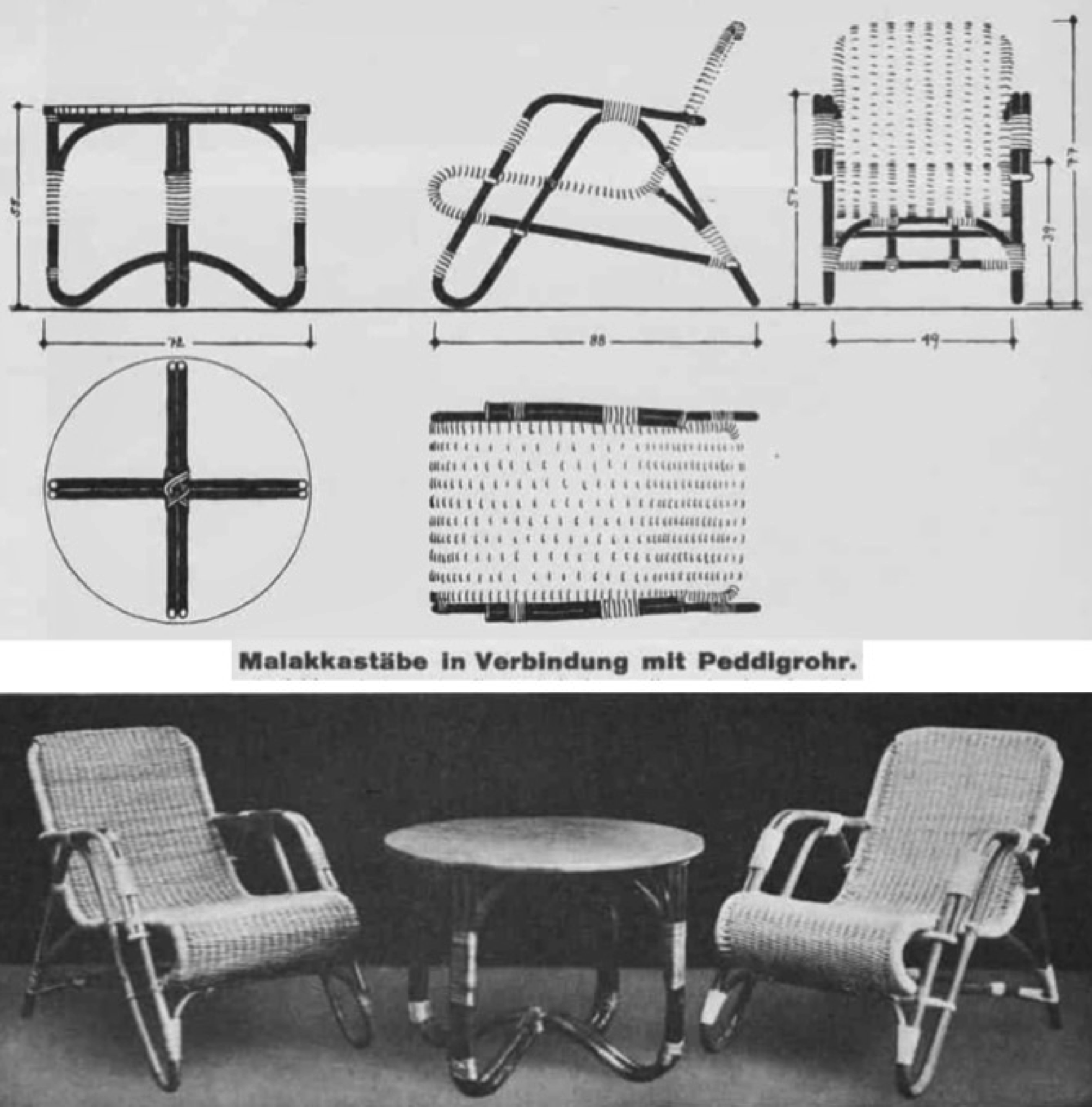
Erich Dieckmann: Sitzgruppe mit Tisch aus Peddigrohr, Malakkastäben und Geflecht, um 1931
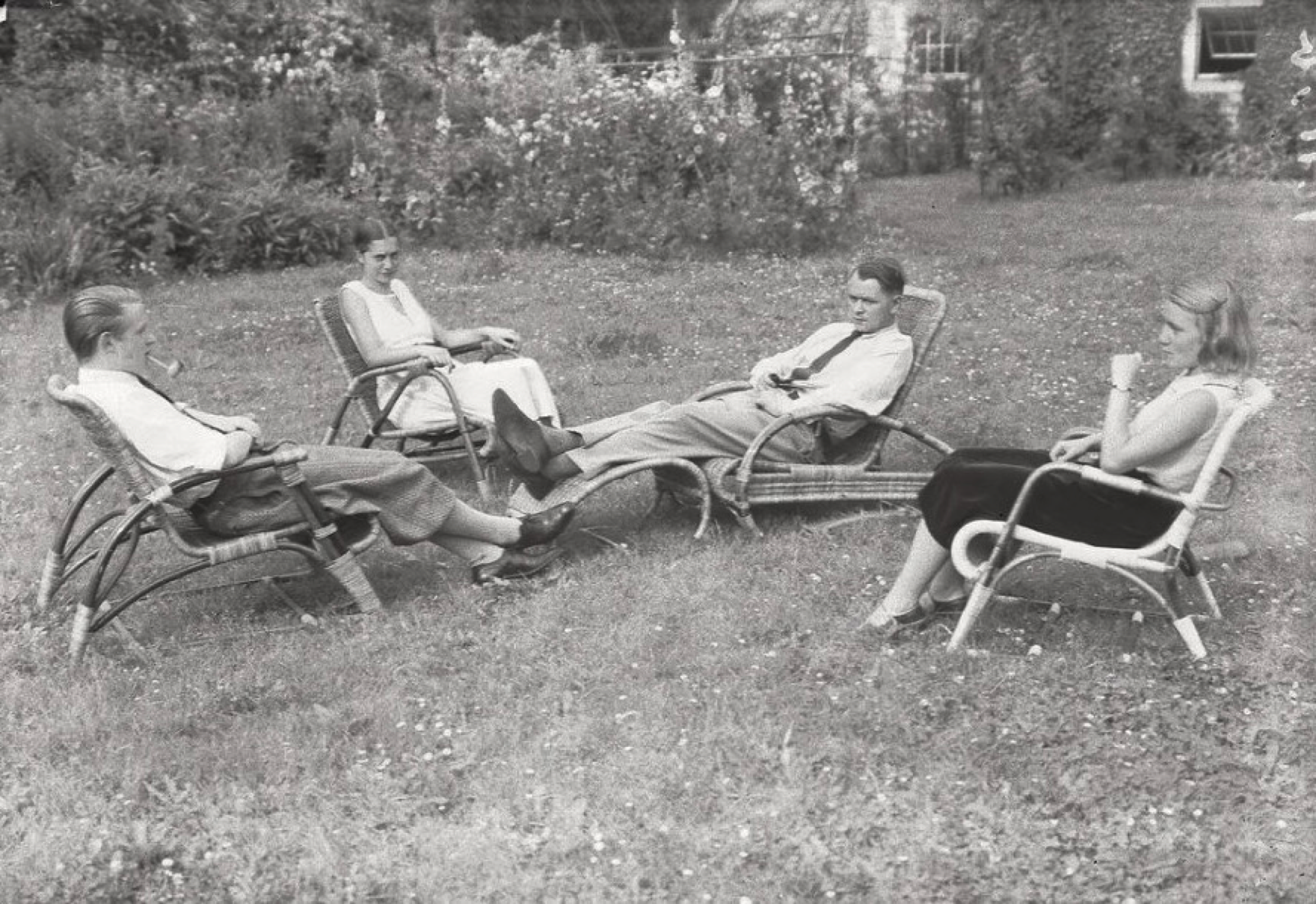
Stuhlkreationen aus Rattan mit Geflecht von Bauhaus-Designer Erich Dieckmann (2. v. re.) auf Burg Giebichenstein, 1931

Für das Bauhaus erstellte D. Bamberger auch Expertisen, in denen es beispielsweise um einen qualitativen Vergleich teils geflochtener thüringischer Sitzmöbel mit entsprechenden italienischen Erzeugnissen ging. Außerdem fragte das Bauhaus an, ob D. Bamberger sich in der Lage sehe, derartige Fertigungsaufträge zu übernehmen. Dies wurde angesichts der vorhandenen Fachkräfte bejaht.

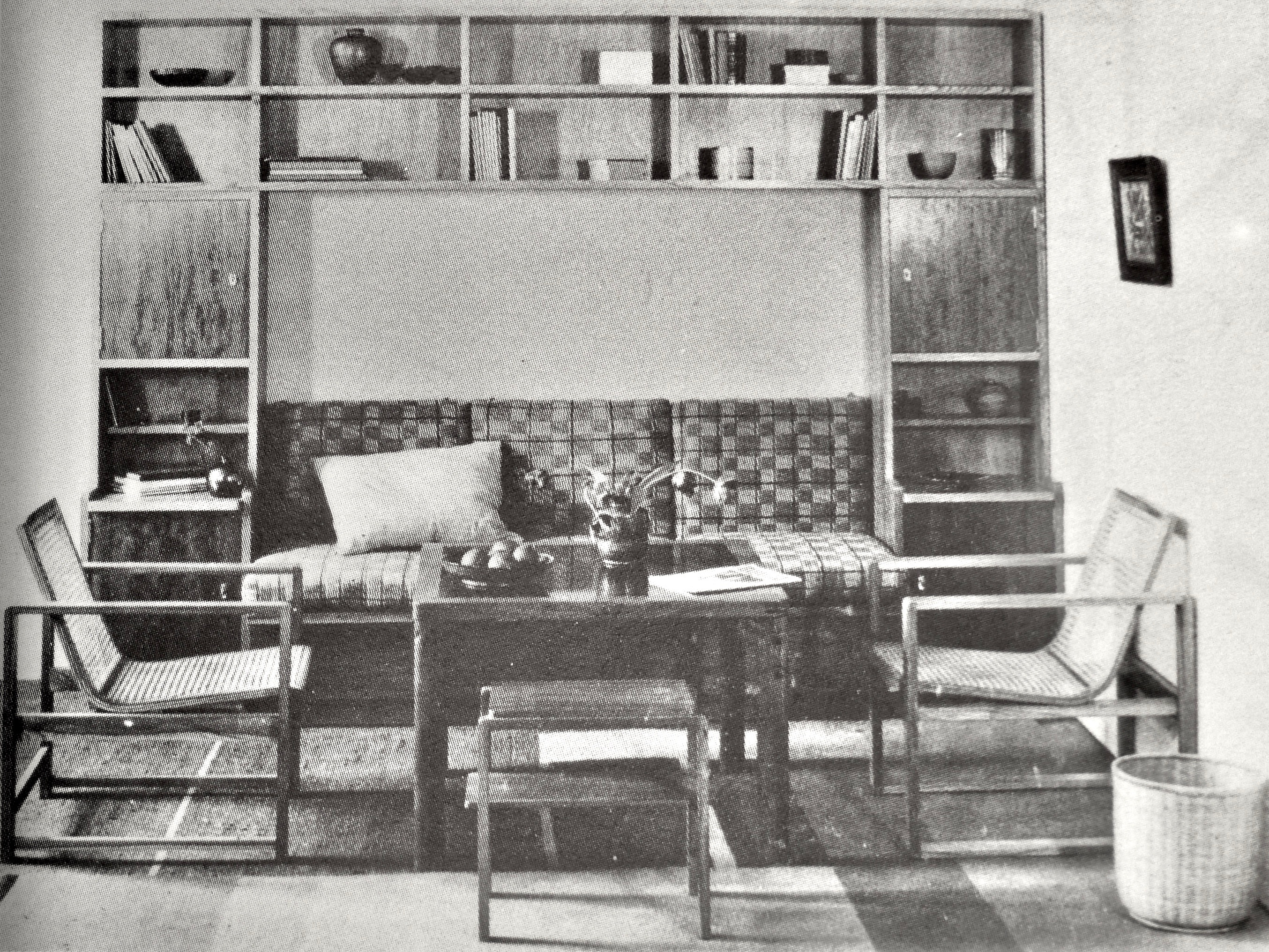
Erich Dieckmann: Stühle mit geflochtenen Sitzflächen und -lehnen in der Villa Sonnenhaus des Otto Bamberger in Lichtenfels, Korb (rechts vorn) aus Geflecht, Dezember 1932

Eine Wechselwirkung hatte der Kunde Bauhaus bei Otto Bamberger, der dem Bauhaus am 5. November 1926 den Auftrag erteilte, seine Jugendstil-Villa Sonnenhaus in Lichtenfels komplett neu einzurichten und auszustatten, mit Mobiliar inkl. Einbaumöbeln mit Intarsien, Leuchten, Polster- und Vorhangstoffen, Teppichen und Accessoires. Die Ausführung erfolgte sukzessive, zog sich bis Dezember 1932 hin, und hätte wohl ihre Fortsetzung gefunden, wären nicht die Nationalsozialisten dazwischen getreten, indem sie das Bauhaus zur Selbstauflösung zwangen.
Ab Herbst 1929 schlug die Weltwirtschaftskrise zu, die sich im Deutschen Reich sehr stark auswirkte. Arbeitslosigkeit (Arbeitslosenquote 30,8 % bzw. 5.602.711 Menschen im Jahr 1932) und Armut wurden überall deutlich sichtbar.
Ab 1931 wurde der Bauhaus-Designer Erich Dieckmann freiberuflich u. a. für D. Bamberger tätig, auch für Otto Bamberger privat.

## Boykott, Ausgrenzung, Diskriminierung

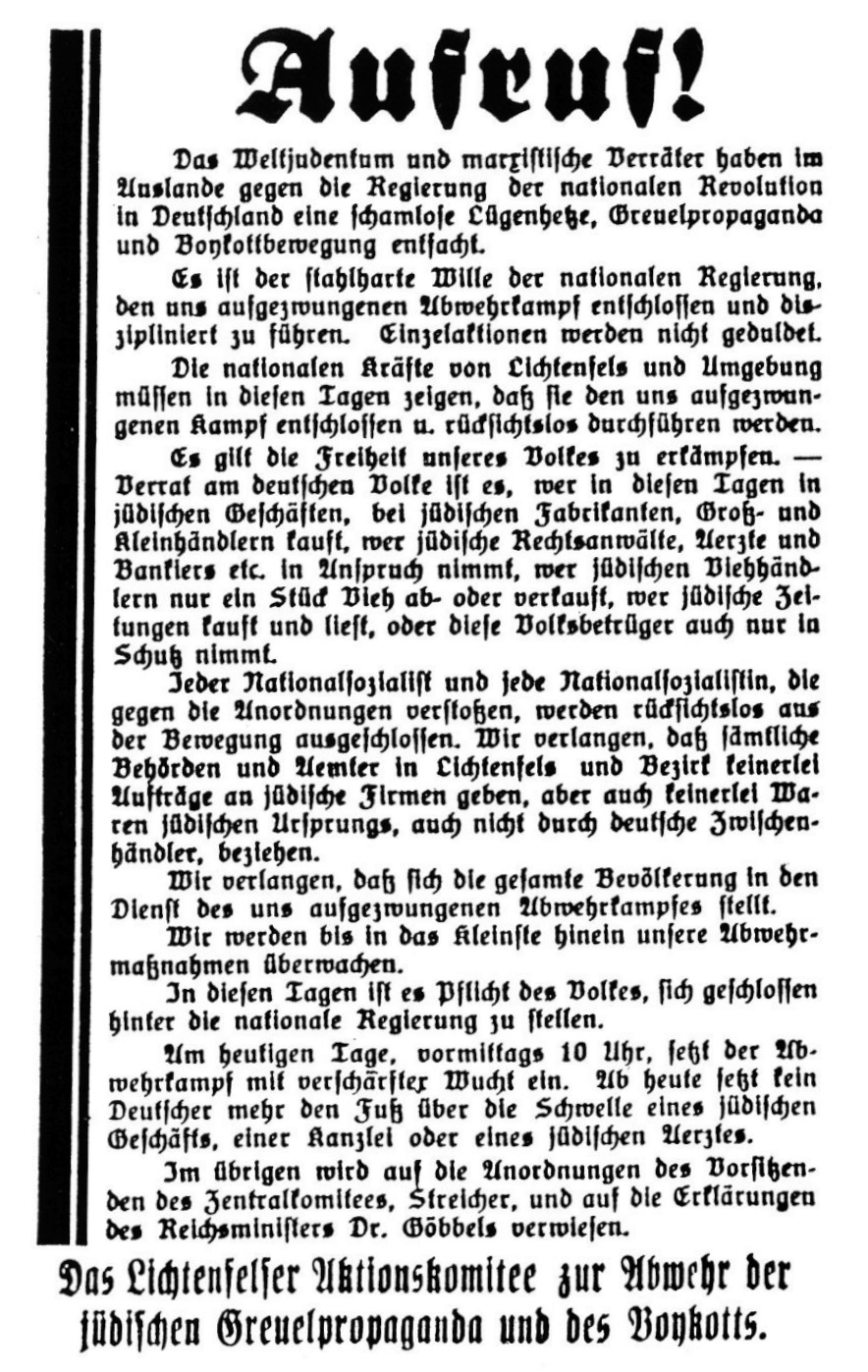
Öffentlicher Aufruf des Lichtenfelser Aktionskomitees zum Boykott jüdischer Gewerbetreibender im Lichtenfelser Tagblatt vom 1. April 1933

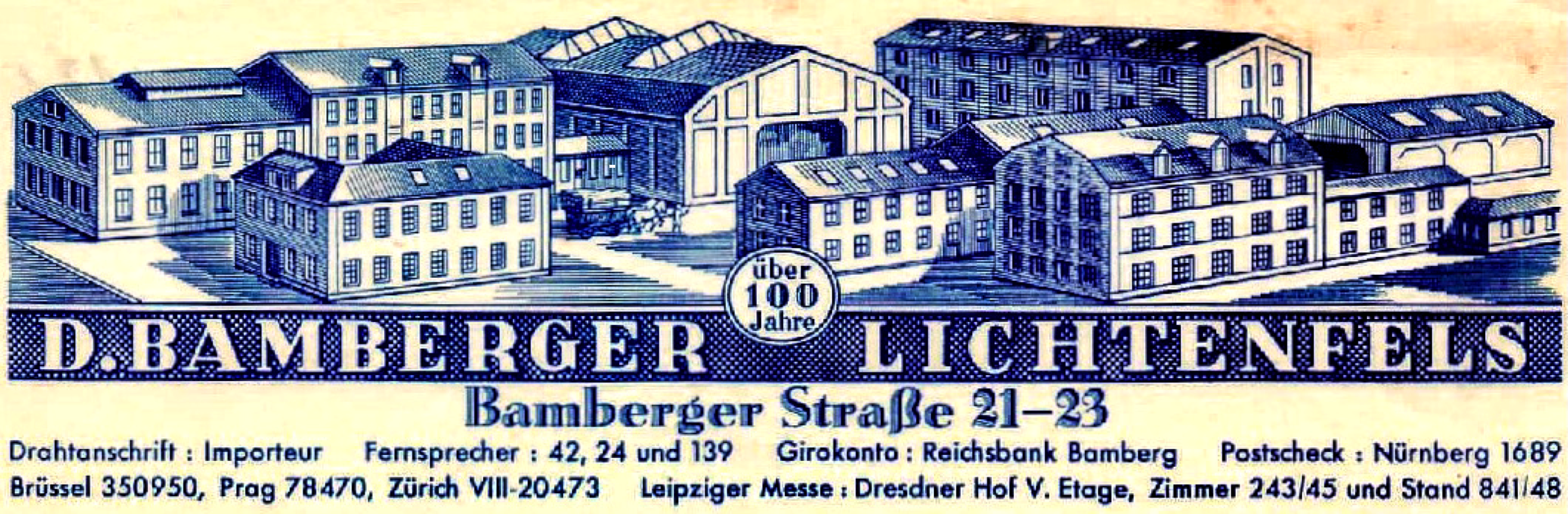
Geänderte Hausnummerierung ab etwa Mitte 1937; zusätzliche Bankverbindung in Belgien

Ab Ende Januar 1933 wurden mit der Machtabtretung an die Nationalsozialisten die Juden in der deutschen Gesellschaft zunehmend ausgegrenzt. Die so bezeichnete „Judenfrage“ sollte zunächst durch „freiwillige“ Auswanderung und Vertreibung gelöst werden. Rund 2.000 antijüdische Gesetze und Ergänzungsverordnungen wurden während der Zeit des Nationalsozialismus erlassen. Davon waren natürlich auch D. Bamberger, die Familie Bamberger und indirekt deren Angestellte betroffen, zuerst durch den „Judenboykott“ am 1. April 1933, der jedoch wegen der Passivität der Bevölkerung nach drei Tagen abgebrochen wurde.
Der geschäftsführende Gesellschafter Otto Bamberger wurde als SPD-Mitglied und zudem Jude auf einer Geschäftsreise in Frankfurt am Main von der SA in „Schutzhaft“ genommen und verhört. Er kehrte nach einer Woche mit schwerer Depression und Herzinsuffizienz zurück und verstarb 48-jährig wenige Monate später. Da er seit 1910 der kreative und innovative Kopf des Unternehmens gewesen war, bildete sein Verlust sowohl familiär als auch unternehmerisch eine schwere Hypothek.
Der Verlust des Bauhauses, das von den Nationalsozialisten zur Selbstauflösung genötigt worden war, stellte für das Unternehmen D. Bamberger einen weiteren Schlag ins Kontor dar. In dieser Situation erwies sich retrospektiv Otto Bambergers Strategie als vorausschauend, in den 1920er Jahren einen weiteren Geschäftszweig initiiert zu haben, eine Vielzahl von Spiel- und Bastelmaterialien sowie kunstgewerblichen Artikeln. Dieser in Coburgs Bahnhofstraße angesiedelte Zweig wurde nun zum Rettungsanker.
Die Stelle ihres verstorbenen Ehemannes Otto im Familienunternehmen als Mitgesellschafter übernahm nun Henriette „Jetta“ Bamberger, geb. Wolff (1891–1978), die sich erst einmal einarbeiten musste. Sie unterstützte von nun an ihren Schwager Ludwig Bamberger und dessen Cousin Alfred Bamberger (1890–1956), war jedoch zumindest 1934 (noch) nicht zeichnungsberechtigt. Innerfamiliär wurde ein deutlicher Unterschied zwischen den direkten Bamberger-Nachfahren und angeheirateten Partnern gemacht, das galt so auch in vielen anderen Familien. Bei „Jetta“ Bamberger spielten zudem die von der Familie Bamberger nicht goutierten speziellen Umstände der einstigen Eheanbahnung hinein (siehe Kurzbiographie Otto Bamberger).
Ab etwa Mitte 1937 wurde die Hausnummerierung in der Bamberger Straße geändert; das Anwesen des Unternehmens trug nun nicht mehr die langjährige Hausnummer 45, sondern künftig die Hausnummer 21–23.

## „Entjudung“
1938 wurde die „Arisierung“ bzw. „Entjudung“, die Zwangsenteignung des Besitzes jüdischer Bürger zugunsten des Profits von Nichtjuden, so genannten „Ariern“, für das Unternehmen D. Bamberger Lichtenfels (DBL) vollzogen. Am 6. April 1939 wurde es aus dem Handelsregister getilgt. Neuer Besitzer war nun ein ehemaliger leitender Angestellter der Bambergers, Friedrich Knorr, aus dessen Namen die neue Firmierung gebildet wurde: Knorr, Friedrich & Co. Die Rechtsnachfolger weisen bis heute zwar mit Recht auf D. Bamberger als einen ihrer Ursprünge hin, lassen die „Arisierung“ in ihrer Unternehmenshistorie jedoch vollkommen unerwähnt und verlegen sogar die Firmierung zu Knorr, Friedrich & Co. fälschlich um ein Jahrzehnt in die unkritisch erscheinende Nachkriegszeit (1949), obwohl das Handelsregister, erhaltene Preislisten, Rechnungen und Werbeanzeigen ab 1939 ausweisen, wie die Abläufe wirklich waren.
Vier Mercedes-Benz-Fahrzeuge aus dem Fuhrpark der Firma D. Bamberger gingen durch die „Arisierung“ in den Besitz der Firma Knorr, Friedrich & Co. über, zwei davon wurden von dieser im März 1939 verkauft, eines an das Lichtenfelser Unternehmen Striwa-Werke Striegel & Wagner und ein weiteres an die Landesregierung Schleswig-Holsteins.

## Rechtzeitige Emigration oder Tod in der Schoáh
Firmengründer David Bamberger und seine zweite Ehefrau Adelheid, geb. Grabfelder, wurden 1890 und 1892 auf dem Jüdischen Friedhof Lichtenfels beigesetzt, 1919 deren Sohn Philipp Bamberger und 1925 dessen Ehefrau Sarah, geb. Ullmann, sowie 1933 sein vorzeitig verstorbener Enkel Otto Bamberger, die das Unternehmen bis dahin zusammen und nacheinander rund einhundert Jahre aufgebaut, weiterentwickelt und expandiert hatten.
Otto Bambergers Witwe Henriette Bamberger, geb. Wolff, emigrierte mit ihren beiden Kindern 1938 in die Vereinigten Staaten. Fritz Bambergers Sohn Alfred, der das Unternehmen zuletzt zusammen mit Ottos Witwe und Ottos jüngstem Bruder Ludwig geführt hatte, emigrierte 1939 in die USA. Ludwig Bamberger emigrierte mit seiner Ehefrau Thea, geb. Spier, und seinen beiden Töchtern 1939 nach England, 1949 in die USA.
Fritz Bamberger wurde am 17. Juni 1942 zusammen mit seiner Ehefrau Emilie „Milli“ Ida, geborene Kaumheimer (1870–1942), mit Transport II/6 von München aus ins Ghetto Theresienstadt deportiert, wo Fritz Bamberger am 29. Juni 1942 verstarb. Emilie Ida Bamberger wurde am 19. September 1942 mit Transport Bo in das Vernichtungslager Treblinka deportiert und dort ermordet.

## Verlustrechnung
Die ökonomische Einbuße, welche die Stadt durch den Verlust sämtlicher jüdischen Betriebe während der Zeit des Nationalsozialismus erlitten hat, ist unermesslich. Deren internationale Kontakte zu Staaten auf allen Kontinenten, über Jahrzehnte aufgebaut und sehr sorgfältig gepflegt, gingen weitestgehend verloren und konnten seitdem nie wieder reaktiviert werden, weil die gesamte Korbwarenbranche und das Im- und Exportgeschäft ersatzlos wegbrachen. Eine kleine jüdische Gemeinde hat Lichtenfels seit deren erzwungener Vertreibung und Emigration sowie dem Holocaust nicht mehr, die damit verbundenen gesellschaftlichen und kulturellen Bezüge sind oft radikal abgeschnitten worden. Fragmente finden sich an verschiedenen Stellen noch, die es zu sichern, zu bewahren und sachgerecht zu erläutern gilt, will man die damalige Zeit und deren Menschen zumindest ansatzweise kennenlernen und im Kontext verstehen. Eine Einladung zur Rückkehr wurde gegenüber den emigrierten jüdischen Bewohnern und Unternehmern von Lichtenfels niemals ausgesprochen.

## Deutsches Korbmuseum
Das Deutsche Korbmuseum in Michelau in Oberfranken verfügt nach eigenen Angaben über keinerlei Exponate aus der Produktion von D. Bamberger. Gleichwohl finden sich in dessen Dauerausstellung Beispiele teils ähnlicher Produkte anderer handwerklicher Betriebe aus der Region. Durch D. Bamberger gefertigte bzw. vertriebene Originalprodukte sind bis heute bei Angehörigen bzw. Nachfahren der Familie Bamberger in den Vereinigten Staaten erhalten.